# 乃木希典
乃木 希典（のぎ まれすけ、1849年12月25日〈嘉永2年11月11日〉- 1912年〈大正元年〉9月13日）は、日本の陸軍軍人。最終階級は陸軍大将。栄典は贈正二位勲一等功一級伯爵。明治天皇より第10代学習院長に任じられ、迪宮裕仁親王（昭和天皇）の教育係も務めた。
日露戦争において旅順攻囲戦を指揮したことで知られる。人々から「乃木大将」や「乃木将軍」と呼ばれて深く敬愛され、「乃木神社」や「乃木坂」にも名前を残している。

## 名前
幼名は無人（なきと）で、その後、源三と改め、頼時とも称した。後、文蔵、次いで希典と名を改めた。また、出雲源氏佐々木氏の子孫と称したことから「源希典」との署名もよく用いた。
号としては、静堂、秀顕、石樵および石林子を用いた。
軍人として高名になった後には、「乃木大将」または「乃木将軍」と呼称される。

## 出自
- 宇多源氏支流乃木氏 - 毛利家に仕えた乃木家の本姓は出雲源氏・佐々木氏とされている。乃木家は雲州野木の地頭となった、佐々木高綱の二男である野木光綱の後裔を称している。現在の松江市浜乃木一帯が野木（乃木）氏本貫の地であったとされる。ただし異説もあり[6]。

## 生涯

### 幼少期

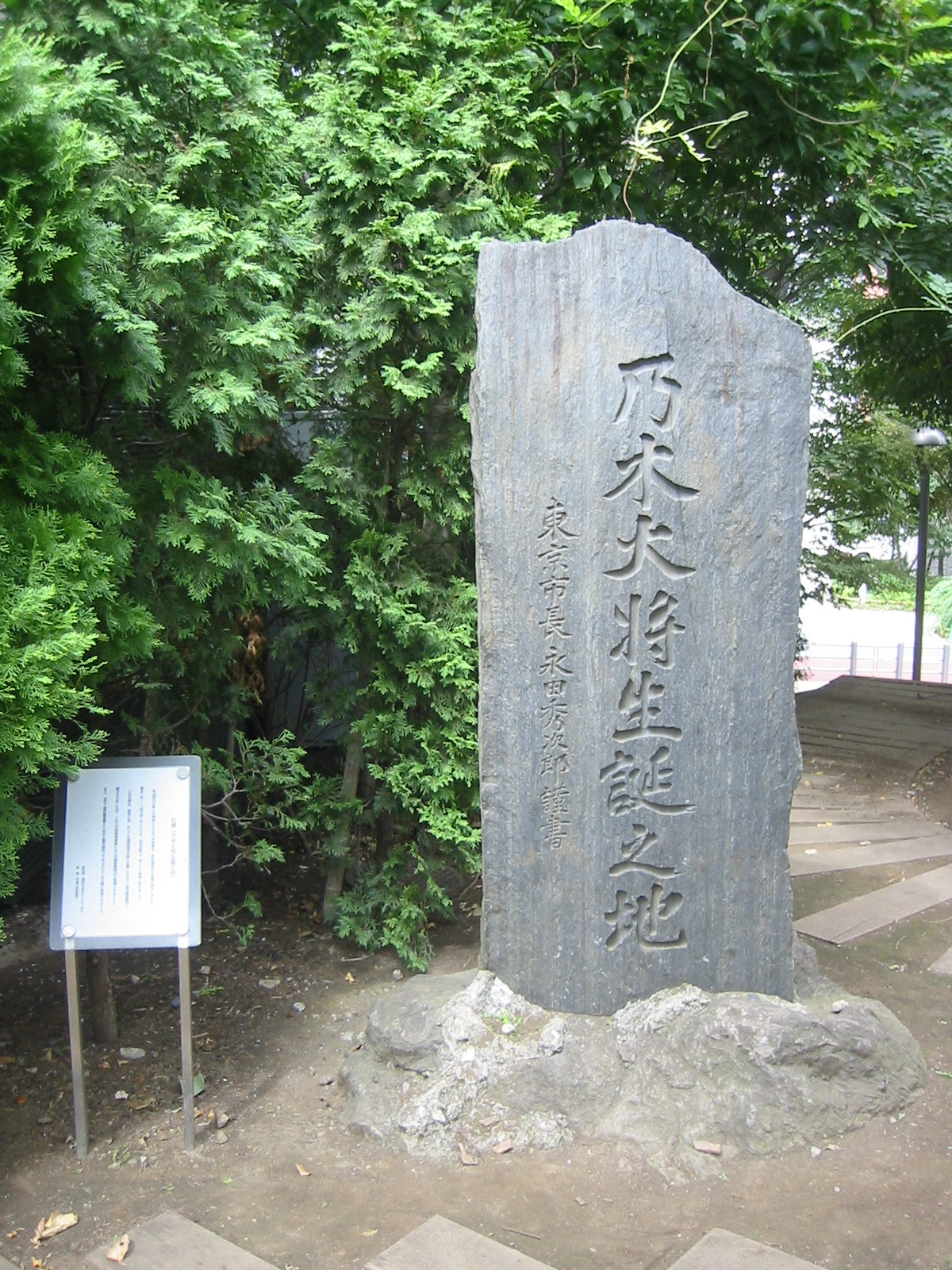
さくら坂公園内にある「乃木大將生誕之地」碑

嘉永2年11月11日（1849年12月25日）、長州藩の支藩である長府藩の藩士、乃木希次（150石）と壽子（ひさこ、「壽」とする文献もある）との三男として、江戸の長府藩上屋敷（毛利甲斐守邸跡、現・東京都港区六本木）に生まれた。乃木の長兄および次兄は既に夭折していたため世嗣となる。幼名は無人（なきと）。兄たちのように夭逝することなく壮健に成長して欲しいという願いが込められている。
父・希次は江戸詰の藩士であったため、乃木は10歳までの間、長府藩上屋敷において生活した。
幼少時の乃木は虚弱体質であり臆病であった。友人に泣かされることも多く、「乃木無人」（なきと）の名にかけて「泣き人」（なきと）と呼ばれていた。
父はこうした乃木を極めて厳しく養育した。例えば、「寒い」と口にした7歳の乃木に対し、「よし、寒いなら暖かくしてやる。」と述べ、彼を井戸端に連れて行き、冷水を浴びせたという。この挿話は、昭和初期の日本における国定教科書にも記載された。
時期は不明だが、乃木は左目を負傷して失明している。その原因として一説には、ある夏の日の朝、母の壽子が蚊帳を畳むため寝起こそうとしたが、ぐずって起きなかったので、「何をしている」とたしなめ、畳みかけた蚊帳で無人の肩を叩いた際、蚊帳の釣手の輪が乃木の左目に当たり、負傷させたのが原因ともされている。乃木は失明を明らかにしたら母が気にするだろうから他言したくない、と後年述べている（生徒に対しては、「若い時に剣術で怪我をした」と嘘をついていた）。

### 長府への転居・元服

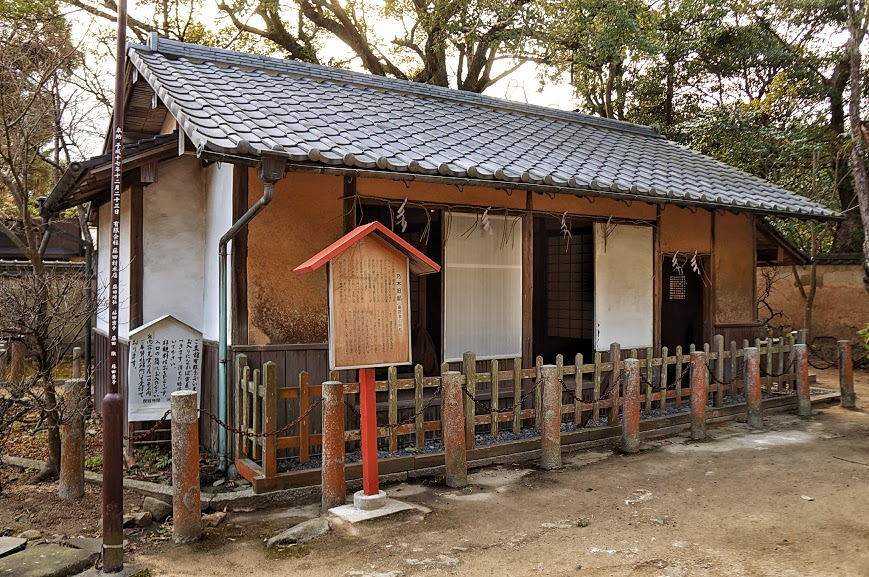
乃木神社（山口県下関市）に復元された乃木の家

安政5年11月（1858年12月）、父・希次は、藩主の跡目相続に関する紛争に巻き込まれ、長府（現・山口県下関市長府）へ下向するよう藩から命じられた。乃木もこれに同行し、同年12月（1859年1月）、長府へ転居した。その後、父・希次は、150石であった禄高を1/3の50石に減らされ、100日の閉門に処された。
安政6年4月（1859年5月）、11歳になった乃木は、漢学者の結城香崖に入門して漢籍および詩文を学び始めた。また、万延元年1月（1860年2月）以降、流鏑馬、弓術、西洋流砲術、槍術および剣術なども学び始めた。
しかし、依然として泣き虫で、妹にいじめられて泣くこともあった。文久2年6月20日（1862年7月16日）、集童場に入った。同年12月（1863年2月）、乃木無人は元服して名を源三と改めたが、依然、幼名にかけて「泣き人」と呼ばれ、泣き虫であることを揶揄された。

### 学者を志して出奔
元治元年3月（1864年4月）、16歳の乃木源三は、学者となることを志して父・希次と対立した後、出奔して、長府（現・山口県下関市）から70km以上離れた萩（現・同県萩市）まで徒歩で赴き、兵学者の玉木文之進への弟子入りを試みた。玉木家は乃木の親戚筋であった。文之進は、乃木が希次の許しを得ることなく出奔したことを責め、武士にならないのであれば農民になれと述べて、乃木の弟子入りを拒絶した。しかし結局、乃木は玉木家に住むことを許され、文之進の農作業を手伝う傍ら、学問の手ほどきを受けた。
元治元年9月（1864年10月）から、乃木は萩藩の藩校・明倫館の文学寮に通学することとなった。一方で、同年11月（同年12月）から一刀流剣術も学び始めた。一刀流については、明治3年1月（1870年2月）に、技術習得を意味する「目録伝授」されている。

### 第2次長州征討に従軍
元治2年（1865年）、乃木は集童場時代の友人らと盟約状を交わして、長府藩報国隊を組織した。
慶応元年（1865年）、第二次長州征討が開始されると、同年4月（同年5月）、萩から長府へ呼び戻された。乃木は長府藩報国隊に属し、山砲一門を有する部隊を率いて小倉口（現・山口県下関市）での戦闘（小倉戦争）に加わった。この際、奇兵隊の山縣有朋指揮下で戦い、小倉城一番乗りの武功を挙げた。しかし、そのまま軍にとどまることはなく、慶応2年（1866年）、長府藩の命令に従い、明倫館文学寮に入学（復学）した。
その後、報国隊は越後方面に進軍して戦闘を重ねたが、これに参加しなかった。明倫館在籍時に講堂で相撲を取り左足を挫いたことから、藩が出陣を許さなかったのである。
乃木はなんとしても出陣しようと、脱藩を決意して馬関（現：山口県下関市）まで出たが、追捕され、明倫館に戻された。

### 陸軍少佐任官
慶応4年1月（1868年2月）、報国隊の漢学助教となるが、11月（同年12月）には藩命により、伏見御親兵兵営に入営してフランス式訓練法を学んだ。これは、従兄弟であり報国隊隊長であった御堀耕助が、乃木源三に対し、学者となるか軍人となるか意思を明確にせよと迫り、乃木が軍人の道を選んだことから、御堀が周旋した結果発令されたという。
明治2年7月（1869年8月）、京都河東御親兵練武掛となり、次いで、明治3年1月4日（1870年2月4日）、豊浦藩（旧長府藩）の陸軍練兵教官として、馬廻格100石を給された。
そして、明治4年11月23日（1872年1月3日）、黒田清隆の推挙を受けて大日本帝国陸軍の少佐に任官し、東京鎮台第2分営に属した。当時22歳の乃木源三が少佐に任じられたのは異例の大抜擢であった。乃木は少佐任官を喜び、後日、少佐任官の日は「生涯何より愉快だった日」であると述べている。
明治4年12月（1872年1月）、正七位に叙された乃木源三は、名を希典と改めた。その後、東京鎮台第3分営大弐心得および名古屋鎮台大弐を歴任し、明治6年（1873年）3月、越前護法大一揆鎮圧に出動する。同年明治6年6月25日には従六位に叙される。
明治7年（1874年）5月12日、乃木は家事上の理由から辞表を提出して4か月間の休職に入るが、9月10日には陸軍卿伝令使となった。この職は、陸軍卿（当時は山縣有朋）の秘書官または副官といった役割であった。なお、この時期の乃木は、まっすぐ帰宅することはほとんどなく、夜ごと遊興にふけり、山縣から説諭を受けるほどだった。

### 秋月の乱を鎮圧

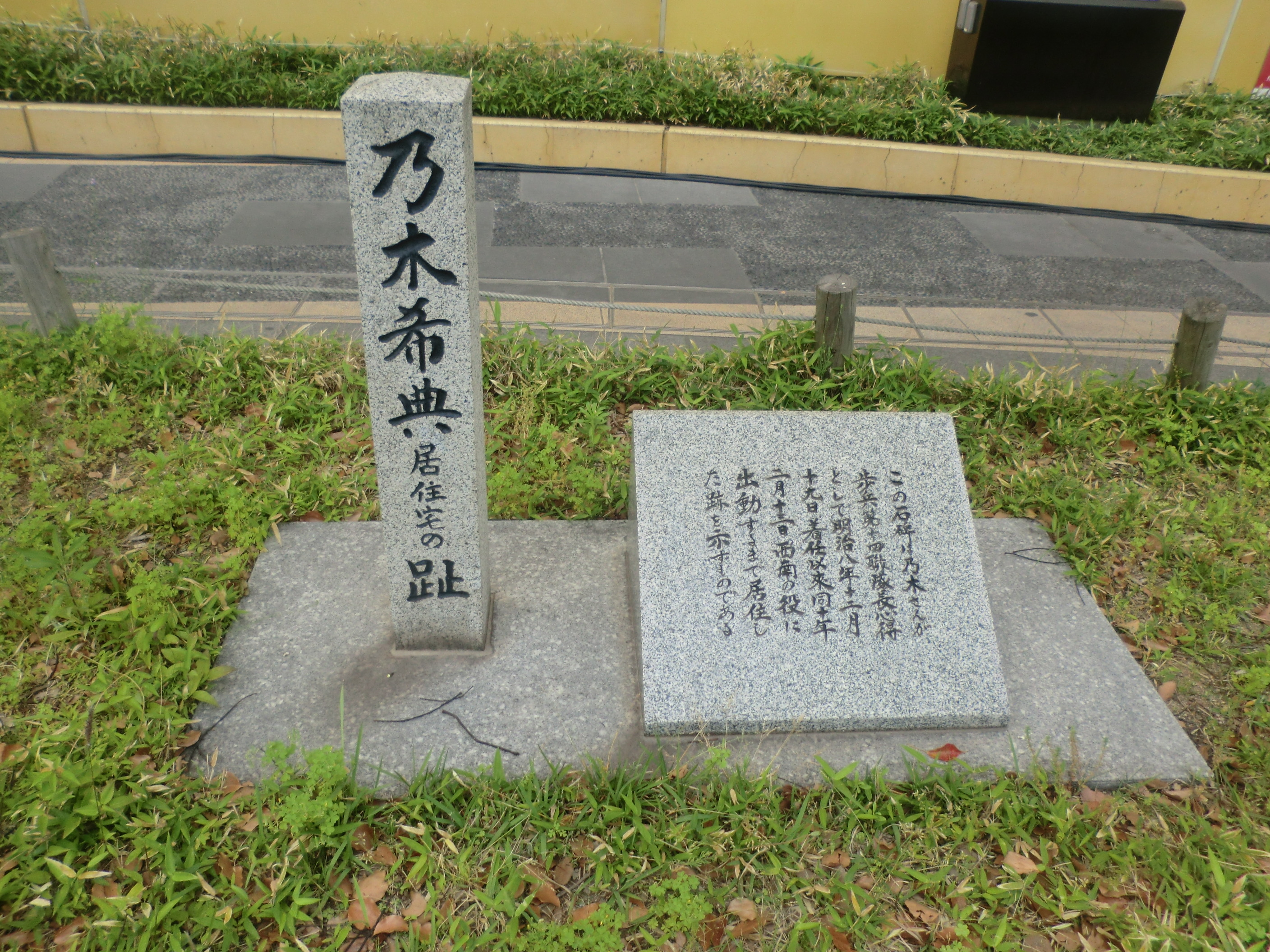
福岡県北九州市小倉北区のリバーウォーク北九州脇にある小倉赴任時の居宅跡

明治8年（1875年）12月、熊本鎮台歩兵第14連隊長心得に任じられ、小倉（現・福岡県北九州市小倉北区）に赴任した。不平士族の反乱に呼応する可能性があった山田頴太郎（前原一誠の実弟）が連隊長を解任されたことを受けての人事であった。連隊長心得就任後、実弟の玉木正誼（たまき まさよし、幼名は真人。当時、玉木文之進の養子となっていた）がしばしば乃木の下を訪問し、前原に同調するよう説得を試みた。しかし乃木はこれに賛同しなかったうえ、逆に山縣に事の次第を通報した。
明治9年（1876年）、福岡県秋月（現・同県朝倉市秋月）で旧秋月藩士の宮崎車之助らによる秋月の乱が起きると、乃木は、他の反乱士族との合流を図るため東進する反乱軍の動向を察知し、秋月の北に所在する豊津（現・同県京都郡みやこ町豊津）においてこれを挟撃して、反乱軍を潰走させた。
秋月の乱の直後、山口県萩（現・同県萩市）で萩の乱が起こった。この乱の最中、弟の正誼は反乱軍に与して戦死し、学問の師である文之進は自らの門弟の多くが反乱軍に参加したことに対する責任をとるため自刃した。萩の乱に際し、乃木は麾下の第14連隊を動かさなかった。これに対し福原和勝陸軍大佐は乃木に書簡を送り、秋月の乱における豊津での戦闘以外に戦闘を行わず、大阪鎮台に援軍を要請した乃木の行為を批判し、長州の面目に関わると述べて乃木を一方的に非難した。対して乃木は小倉でも反乱の気配があったことなどを挙げて連隊を動かさなかったことの正当性を説明したところ、福原も懸念が氷解し、乃木に激励の手紙を出している。

### 西南戦争への従軍
明治10年（1877年）2月5日、西郷隆盛は私学校における幹部会議で挙兵を決断する。この情報はいち早く政府側にも伝わったらしく、翌6日の乃木の日誌に陸軍卿山縣有朋より鹿児島にて暴動の形跡があり、警備の内示があった事が記述されている。翌7日には歩兵1個中隊の長崎分派の電命があり、11日早朝に出発させているが、長崎県令から更なる兵力増加の要請が入る。乃木は薩軍に海上から長崎に侵攻する能力はないと判断しこれを拒絶しているが、一方で薩軍の北上を警戒し、久留米に早期に兵力を出すよう熊本鎮台に要請している。
2月14日、鎮台司令長官谷干城の命を受けて小倉から熊本に到着し作戦会議に参加。会議では鎮台全兵力をもって籠城する事に決し、乃木は小倉の歩兵第十四連隊を率いるために16日に熊本を出発して17日夜に福岡に到着、そこで薩軍の鹿児島出発の報を受ける。2月19日、乃木は小倉から前進してくる第十四連隊の各隊を掌握しつつ福岡県久留米（現・同県久留米市）に、21日夜には熊本県南関（現・熊本県玉名郡南関町）に到達した。2月22日夕刻、熊本県植木町（現・同県熊本市植木町）付近において薩軍との戦闘に入った。乃木の連隊は主力の出発が遅れたうえに強行軍を重ねていたため、薩軍との戦闘に入ったときに乃木が直率していた将兵は200名ほどに過ぎなかった。これに対して乃木を襲撃した西郷軍は400名ほどだった。乃木は寡兵をもってよく応戦し3時間ほど持ちこたえたが、乃木はこの薩軍を応援の政府軍主力を迎撃に出た薩軍の前衛と考え、連隊だけでこれらを突破して熊本城に入城するのは困難と判断。現在地の死守も地形的に難しく各個撃破される恐れがあったので、午後9時頃後方の千本桜まで随時後退することとした。その際に、連隊旗を保持していた河原林雄太少尉が討たれ、薩軍の岩切正九郎に連隊旗を奪われてしまう。薩軍は乃木隊から奪取した連隊旗を見せびらかして気勢を上げたという。翌23日には木葉付近で薩軍と交戦しその前進を阻んだが、第三大隊長の吉松速之助少佐が戦死している。この後連隊は更に菊池川右岸の石貫まで後退するが、薩軍を引き付けた事で政府軍の進出を援護する事となり、25日には先方部隊が戦場に到達、歩兵第十四連隊単独での薩軍との死闘は終焉を迎えた。
2月25日夜、歩兵第十四連隊は第二旅団（旅団長：三好重臣少将）の指揮下に入る。26日には第一旅団と共に政府軍は攻勢に転じ、第十四連隊は前衛として出撃、安楽寺山付近の薩軍を撃破し田原坂の上まで進出する。しかし三好旅団長は薩軍の反撃を警戒して乃木に後退を指令、乃木は田原坂確保の必要性を強く意見具申するが旅団長の厳命により田原坂を放棄し石貫まで後退した。田原坂を手放したことで同地は再び薩軍が占領、政府軍は3月20日に再占領するまで17日間の日数と約3000人の犠牲を払い、一日平均銃弾30万発、砲弾約1000発を消費する事になる。
27日、薩軍は攻勢に転じ、左翼より桐野利秋指揮の3個小隊約600名が山鹿方面より、中央に篠原国幹、別府晋介率いる6個小隊約1,200名が植木、木葉方面より、左翼より村田新八率いる5個小隊約1,000名が吉次・伊倉方面よりそれぞれ進撃し政府軍と交戦する（高瀬の戦い）。乃木は桐野率いる左翼軍と交戦し、側面を衝いた野津鎮雄少将率いる第一旅団と共にこれを撃破、桐野は他の薩軍部隊に無断で左翼軍を後退させた結果、薩軍全体が総崩れとなり、西南戦争最大の野戦となる高瀬の戦いは政府軍の勝利に終わる。この戦いは両軍に大きな損害を与え、薩軍では西郷の末弟西郷小兵衛が戦死する。乃木も玉名で負傷し入院となって前線から退き、久留米の軍団病院に入院する。それでも乃木は3月19日に病院を脱走して前線に復帰、翌20日には田原坂は陥落し、乃木は21日に第一旅団参謀兼務を命じられる。その後も乃木は部下の制止を振り切って連隊を指揮し、重傷を負って野戦病院に入院したにもかかわらず、脱走して戦地に赴こうとしたために「脱走将校」の異名を付けられた。この時の負傷により、左足がやや不自由となる。
4月18日、乃木は薩軍の包囲から解放された熊本城に入城、22日付で中佐に進級する。乃木は連隊旗喪失を受けて官軍の実質的な総指揮官であった山縣に対し、17日付けの「待罪書」を送り厳しい処分を求めた（連隊旗を聖視するようになったのは、西南戦争から日露戦争を経て多くの激戦を経験してからであり、創設まもない当時はまだ連隊旗を神聖視する風潮はなかった）。この時乃木は、自責の念を抱いて幾度も自決を図ろうとし、熊本鎮台参謀副長だった児玉源太郎少佐が自刃しようとする乃木を見つけ、乃木が手にした軍刀を奪い取って諫めたという。
中佐に進級した4月22日、乃木は熊本鎮台幕僚参謀となって第一線指揮から離れた。以後は補給などの後方業務を担当するが、8月の可愛嶽付近の戦闘では直接第一線の指揮を執っている。

### 放蕩生活と結婚
明治11年（1878年）1月25日、乃木は東京の歩兵第一連隊長に抜擢される。熊本から故郷の萩を経て2月14日に着任した乃木は、10月27日に旧薩摩藩藩医の娘・お七（結婚後に「静子」と改名した。「静」ともいわれる。）と結婚する。秋月の乱に始まる一連の不平士族の鎮圧で実弟など親族を失った乃木は東京に移ってから柳橋や新橋、両国の料亭への放蕩が激しくなり、静子との祝言当日も料理茶屋に入り浸り、祝言にも遅刻したという。乃木の度を超した放蕩は、ドイツ留学まで続いた。その放蕩ぶりは「乃木の豪遊」として周囲に知れ渡ったという。
歩兵第一連隊長時代の乃木は西南戦争の経験から白兵戦術よりも射撃戦術の向上を図り部下に訓練を課した。しかし当時射撃練習場に適した場所は深川越中島にある旧式かつ手狭なものが1か所だけであり、当時兵営が赤坂にあった第一連隊は訓練に支障が出ていた。そこで乃木は新たな実弾射撃場の設立を意見具申、自ら率先して設営工事を手伝い、明治14年に青山射的場を完成させた。
またこの頃の話として乃木は他隊との合同訓練ではいつも正面攻撃しか行わず、歩兵第二連隊長として佐倉（千葉県）にいた児玉源太郎との合同訓練では奇襲に敗れ児玉に揶揄われたという話も伝わっている。

### 少将への昇進とドイツ留学
明治12年（1879年）12月20日に正六位に叙され、翌年4月29日に大佐へと昇進し、6月8日には従五位に叙された。
明治16年（1883年）2月5日に東京鎮台参謀長に任じられ、明治17年（1885年）5月21日には最年少で少将に昇進し、歩兵第11旅団長に任じられた。7月25日には正五位に叙された。
この間、長男・勝典（明治12年（1879年）8月28日生）および次男・保典（明治14年（1881年）12月16日生）がそれぞれ誕生している。
明治20年（1887年）1月から明治21年（1888年）6月10日まで、乃木は政府の命令によって、同じく陸軍少将の川上操六とともにドイツ帝国へ留学した。乃木は、ドイツ軍参謀総長モルトケから紹介された参謀大尉デュフェーについて、後に第3軍参謀長になる伊地知幸介中尉による通訳を介し『野外要務令』に基づく講義を受けた。次いで乃木は、ベルリン近郊の近衛軍に属して、ドイツ陸軍の全貌について学んだ。ドイツ留学中、乃木は軍医として同じく留学中の森林太郎とも親交を深め、その交友関係は以後、長く続いた。
帰国後、乃木は復命書を陸軍大臣・大山巌に提出した。この復命書は、形式上、川上と乃木の連名であったが、川上は帰国後に病に伏したため筆を執れず、そのほとんどを乃木が単独で書いた。その内容は、軍紀の確保と厳正な軍紀を維持するための綱紀粛正・軍人教育の重要性を説き、軍人は徳義を本分とすべきであることや、軍服着用の重要性についても記述されていた。
その後の乃木は、復命書通りの記述を体現するかのように振る舞うようになった。留学前には足繁く通っていた料理茶屋・料亭には赴かないようになり、芸妓が出る宴会には絶対に出席せず、生活をとことん質素に徹した。平素は稗を食し、来客時には蕎麦を「御馳走」と言って振る舞った。また、いついかなる時も乱れなく軍服を着用するようになった。
こうした乃木の変化について、文芸評論家の福田和也は、西南戦争で軍旗を喪失して以来厭世家となった乃木が、空論とも言うべき理想の軍人像を体現することに生きる意味を見いだしたと分析している。一方、乃木に関する著書もある作家の松田十刻は、上記の「復命書」で軍紀の綱紀粛正を諫言した以上、自らが模範となるべく振舞わねばならないと考えての結果という分析をしている。
乃木は第11旅団（熊本）に帰任した後、近衛歩兵第2旅団長（東京）を経て、歩兵第5旅団長（名古屋）となった。しかし、上司である第3師団長・桂太郎とそりが合わず、明治25年（1892年）、病気を理由に2度目の休職に入った。休職中の乃木は、栃木県の那須野に購入した土地（現・同県那須塩原市石林、後の那須乃木神社）で農業に勤しんだ。これより後、乃木は休職するたびに那須野で農業に従事したが、その姿は「農人乃木」と言われた。

### 日清戦争への従軍

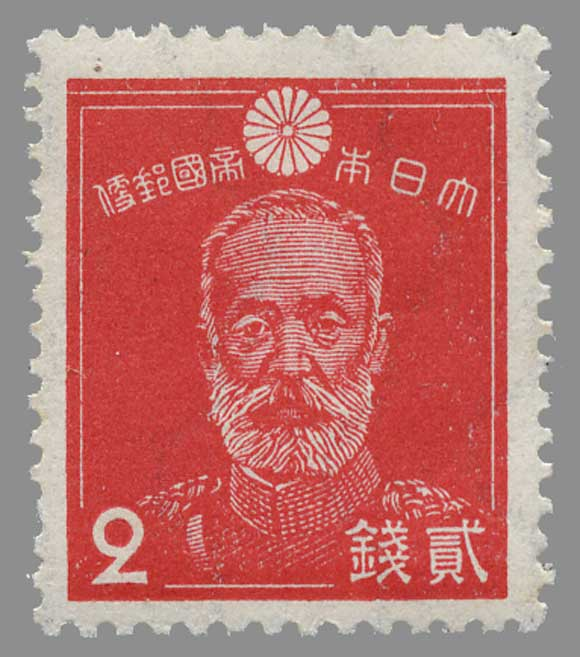
乃木二銭切手

明治25年（1892年）12月8日、10か月の休職を経て復職し、東京の歩兵第1旅団長となった。明治27年（1894年）8月1日、日本が清に宣戦布告して日清戦争が始まると、10月、大山巌が率いる第2軍の下で出征した。
乃木率いる歩兵第1旅団は、9月24日に東京を出発し広島に集結した後、宇品港（現・広島港、広島県広島市南区）を出航して、10月24日、花園口（現・中華人民共和国遼寧省大連市荘河市）に上陸した。11月から乃木は、破頭山、金州、産国および和尚島において戦い、11月24日には旅順要塞をわずか1日で陥落させた。
明治28年（1895年）、乃木は蓋平・太平山・営口および田庄台において戦った。特に蓋平での戦闘では日本の第1軍第3師団（師団長は桂太郎）を包囲した清国軍を撃破するという武功を挙げ、「将軍の右に出る者なし」といわれるほどの高い評価を受けた。日清戦争終結間際の4月5日、乃木は中将に昇進して、宮城県仙台市に本営を置く第2師団の師団長となった。また、8月20日には男爵として、華族に列せられることとなった。

### 台湾征討（乙未戦争）への参加と台湾総督への就任
明治28年（1895年）5月、台湾民主国が独立を宣言したことを受け（同年4月に日清間で結ばれた下関条約により、台湾は日本に割譲されている）、日本軍は台湾征討（乙未戦争）に乗り出した。乃木率いる第2師団も台湾へ出征した。

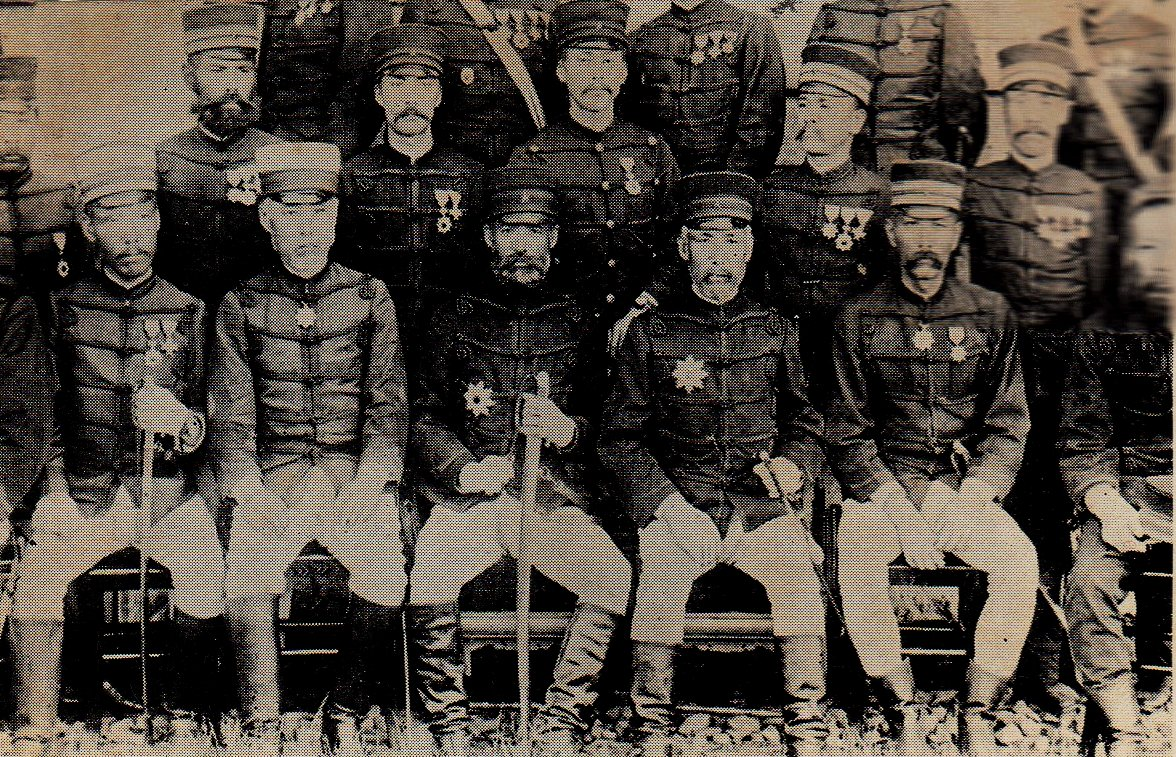
1896年（明治29年）に会津中学（現：福島県立会津高等学校）を訪問し講演を行った際の乃木（前列左から3人目）。

明治29年（1896年）4月に第2師団は台湾を発ち、仙台に凱旋したが、凱旋後半年ほど経過した10月14日、乃木は台湾総督に任じられた。乃木は、妻の静子および母の壽子を伴って台湾へ赴任した。乃木に課せられた使命は、台湾の治安確立であった。
乃木は、教育勅語の漢文訳を作成して台湾島民の教育に取り組み、現地人を行政機関に採用することで現地の旧慣を施政に組み込むよう努力し、日本人に対しては現地人の陵虐および商取引の不正を戒め、台湾総督府の官吏についても厳正さを求めた。
一方で乃木は殖産興業などの具体策についてはよく理解していなかったため、積極的な内政整備をすることができなかった。次第に民政局長・曾根静夫ら配下の官吏との対立も激しくなり、乃木の台湾統治は不成功に終わった。
明治30年（1897年）11月7日、乃木は台湾総督を辞職した。辞職願に記載された辞職理由は、記憶力減退（亡失）による台湾総督の職務実行困難であった。

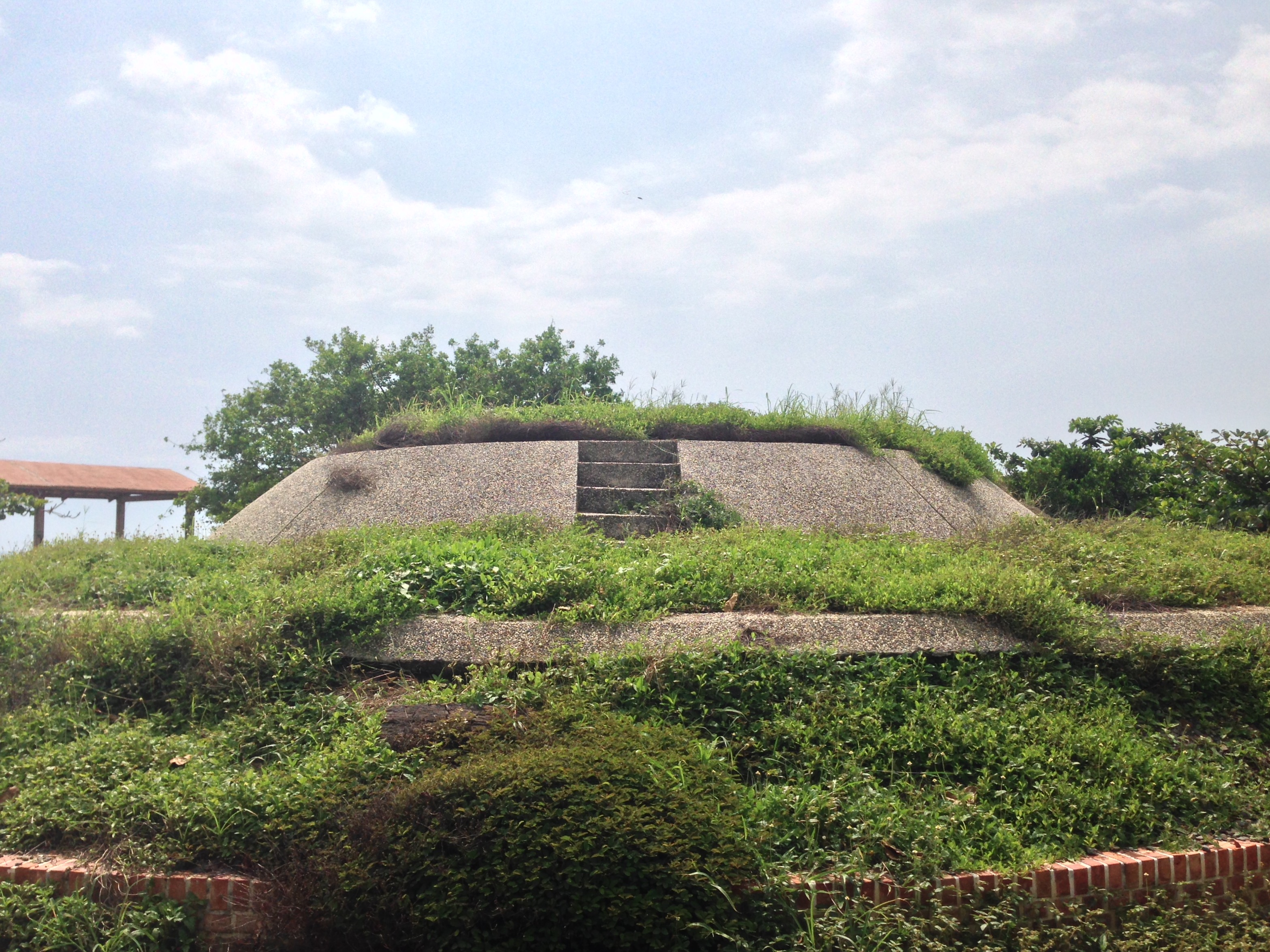
台湾屏東県枋寮郷乃木将軍登陸紀念公園圓形土堆

乃木による台湾統治について、官吏の綱紀粛正に努め自ら範を示したことは、後任の総督である児玉源太郎とこれを補佐した民政局長・後藤新平にとって大いに役立ったと評価されている。台湾の実業家である蔡焜燦は「あの時期に乃木のような実直で清廉な人物が総督になって、支配側の綱紀粛正を行ったことは、台湾人にとってよいことであった」と評価する。

### 日露戦争への従軍

#### 馬蹄銀事件による休職

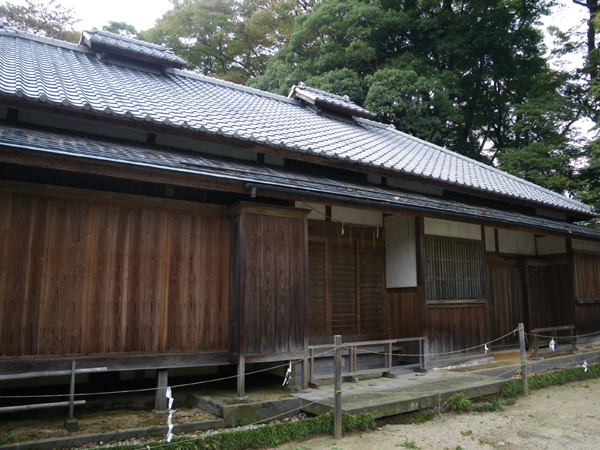
乃木希典那須野旧宅。日清戦争後に閑居していた時期に使用された。

台湾総督を辞任した後休職していた乃木は、明治31年（1898年）10月3日、香川県善通寺に新設された第11師団長として復職した。
しかし、明治34年（1901年）5月22日、馬蹄銀事件に関与したとの嫌疑が乃木の部下にかけられたことから、休職を申し出て帰京した。表向きの休職理由は、リウマチであった。乃木は計4回休職したが、この休職が最も長く、2年9か月に及んだ。
休職中の乃木は、従前休職した際と同様、栃木県那須野石林にあった別邸で農耕をして過ごした。農業に勤しみつつも、乃木はそれ以外の時間はもっぱら古今の兵書を紐解いて軍事研究にいそしみ、演習が行われると知らされれば可能な限り出向き、軍営に寝泊まりしてつぶさに見学してメモをとり、軍人としての本分を疎かにはしなかった。

#### 復職と出撃
日露戦争開戦の直前である明治37年（1904年）2月5日、動員令が下り、乃木は留守近衛師団長として復職した。しかし、乃木にとって「留守近衛師団長」という後備任務は不満であった。
5月2日、第3軍司令官に任命された。乃木はこれを喜び、東京を出発する際に見送りに来た野津道貫陸軍大将に対し、「どうです、若返ったように見えませんか？ どうも白髪がまた黒くなってきたように思うのですが」と述べている。同年6月1日、広島県の宇品港を出航し、戦地に赴いた。
乃木が第3軍の司令官に起用された背景について、「司令官のうち、薩摩出身者と長州出身者とを同数にすべきである」という、藩閥政治の結果とする主張もある。しかし、第3軍編成時（乃木の任命時）の各軍司令官をみると、薩摩出身者は第1軍司令官の黒木為楨だけであって、薩長同数ではない。満州軍総司令官の大山巌や第4軍司令官の野津道貫も薩摩出身者だが、この2人が任命されたのは第3軍編成の後である。また、既に出征している第1軍および第2軍の師団長（中将クラス）6名のうち3名が長州出身者だが、薩摩出身者は1名に過ぎない。そもそも、乃木は中将では最古参の明治28年昇進組であり、同期の岡沢精が侍従武官長を拝命していたため、乃木の大将就任と第3軍司令官任命は、通常の序列人事として順当である。
乃木が日本を発つ直前の5月27日、長男の勝典が南山の戦いにおいて戦死した。乃木は広島で勝典の訃報を聞き、これを東京にいる妻・静子に電報で知らせた。電報には、名誉の戦死を喜べと記載されていたといわれる。勝典の戦死は新聞でも報道された。

#### 旅順攻囲戦
乃木が率いる第3軍は、第2軍に属していた第1師団および第11師団を基幹とする軍であり、その編成目的は旅順要塞の攻略であった。
明治37年（1904年）6月6日、乃木は遼東半島の塩大澳に上陸した。このとき乃木は児玉源太郎らと共に大将に昇進し、同月12日には正三位に叙せられている。
第3軍は、6月26日から進軍を開始し、8月7日に第1回、10月26日に第2回、11月26日に第3回の総攻撃を行った。
また、白襷隊ともいわれる決死隊による突撃を敢行した。
乃木はこの戦いで正攻法を行い、ロシアの永久要塞を攻略した。第1回目の攻撃こそ大本営からの「早期攻略」という要請に半ば押される形で強襲作戦となり（当時の軍装備、編成で要塞を早期攻略するには犠牲覚悟の強襲法しかなかった）、乃木の指揮について、例えば歩兵第22連隊旗手として従軍していた櫻井忠温は後年、「乃木のために死のうと思わない兵はいなかったが、それは乃木の風格によるものであり、乃木の手に抱かれて死にたいと思った」と述べたほどである。乃木の人格は、旅順を攻略する原動力となった。
乃木は補充のできない要塞を、正攻法で自軍の損害を抑えつつ攻撃し、相手を消耗させることで勝利出来ると確信していたが、戦車も航空機もない時代に機関砲を配備した永久要塞に対する攻撃は極めて困難であった。第3軍は満州軍司令部や大本営に度々砲弾を要求したものの、十分な補給が行われることはついになかった。旅順攻撃を開始した当時、旅順要塞は早期に陥落すると楽観視していた陸軍内部においては、乃木に対する非難が高まり、一時は乃木を第3軍司令官から更迭する案も浮上した。しかし、明治天皇が御前会議において乃木更迭に否定的な見解を示したことから、乃木の続投が決まったといわれている。また、大本営は第3軍に対して、直属の上級司令部である満州軍司令部と異なる指示を度々出し混乱させた。特に203高地を攻略の主攻にするかについては、第3軍の他にも、軍が所属する満州軍の大山巌総司令や、児玉源太郎参謀長も反対していた。それでも大本営は海軍側に催促されたこともあり、満州軍の指導と反する指示を越権して第3軍にし、乃木たちを混乱させた。
乃木に対する批判は国民の間にも起こり、東京の乃木邸は投石を受けたり、乃木邸に向かって大声で乃木を非難する者が現れたりし、乃木の辞職や切腹を勧告する手紙が2,400通も届けられた。
この間、9月21日には、伯爵に陞爵した。
11月30日、第3回総攻撃に参加していた次男・保典が戦死した。6か月前の5月27日の長男・勝典の戦死直後、保典が所属していた第1師団長の伏見宮貞愛親王は、乃木の息子を二人戦死させては気の毒だろうと考え、保典を師団の衛兵長に抜擢した。乃木父子は困って辞退したが、親王は「予の部下をどのように使おうと自由であり司令官の容喙は受けない」と言い張った。保典の戦死を知った乃木は、「よく戦死してくれた。これで世間に申し訳が立つ」と述べたという。長男と次男を相次いで亡くした乃木に日本国民は大変同情し、戦後に「一人息子と泣いてはすまぬ、二人なくした人もある」という俗謡が流行するほどだった。乃木は出征前に「父子3人が戦争に行くのだから、誰が先に死んでも棺桶が3つ揃うまでは葬式は出さないように」と夫人の静子に言葉を残していた。
明治38年（1905年）1月1日、要塞正面が突破され、予備兵力も無くなり、抵抗は不可能になった旅順要塞司令官アナトーリイ・ステッセル（ステッセリとも表記される）は、乃木に対し降伏書を送付した。これを受けて1月2日、戦闘が停止され、旅順要塞は陥落した。
この戦いに関する異説として、旅順に来た児玉源太郎が指揮をとって203高地を攻略したというものがある。この異説は、作家の司馬遼太郎が著した小説が初出で世に広まり、以降の日露戦争関連本でも載せられるほどとなった。しかし、司馬作品で発表される以前にはその様な話は出ておらず、一次史料にそれを裏付ける記述も一切存在しない。203高地は児玉が来る前に一度は陥落するほど弱体化しており、再奪還は時間の問題であった。
この戦いで繰り広げられた塹壕陣地戦は、後の第一次世界大戦の西部戦線を先取りするような戦いとなった。鉄条網で周囲を覆った塹壕陣地を、機関銃や連装銃で装備した部隊が守備すると、いかに突破が困難になるかを世界に知らしめた。他にも、塹壕への砲撃はそれほど相手を消耗させないことや、予備兵力を消耗させない限り敵陣全体を突破するのは不可能であることなど、第一次世界大戦でも言われた戦訓が多くあった。しかし、西洋列強はこの戦いを「極東の僻地で行われた特殊なケース」として研究せずに対策を怠り、結果的に第一次世界大戦で大消耗戦の悲劇を招いた 。

#### 水師営の会見

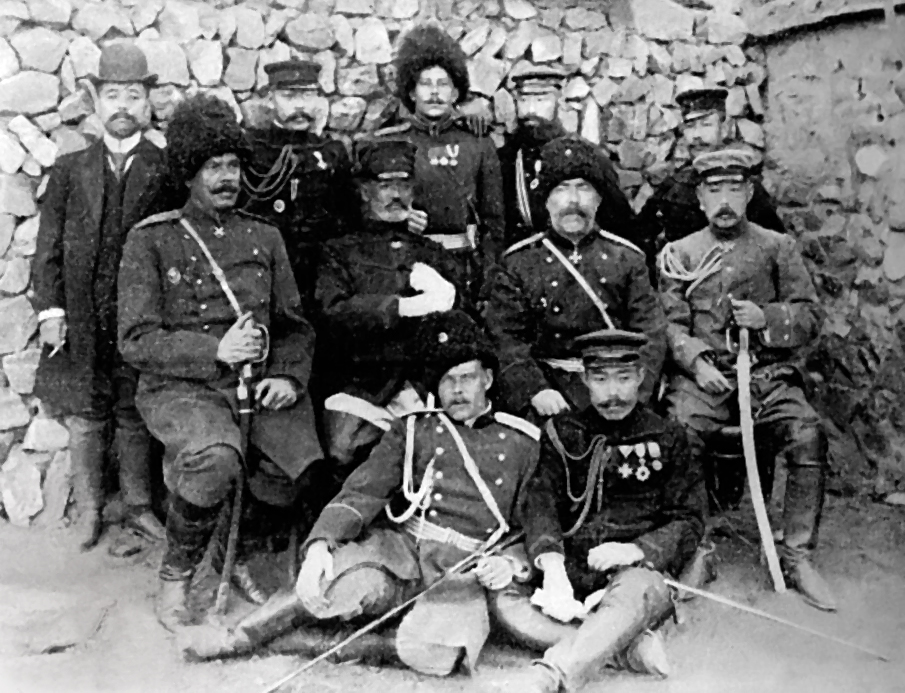
水師営会見にて、中央二人が乃木とステッセル将軍（後列左4人目は松平英夫）

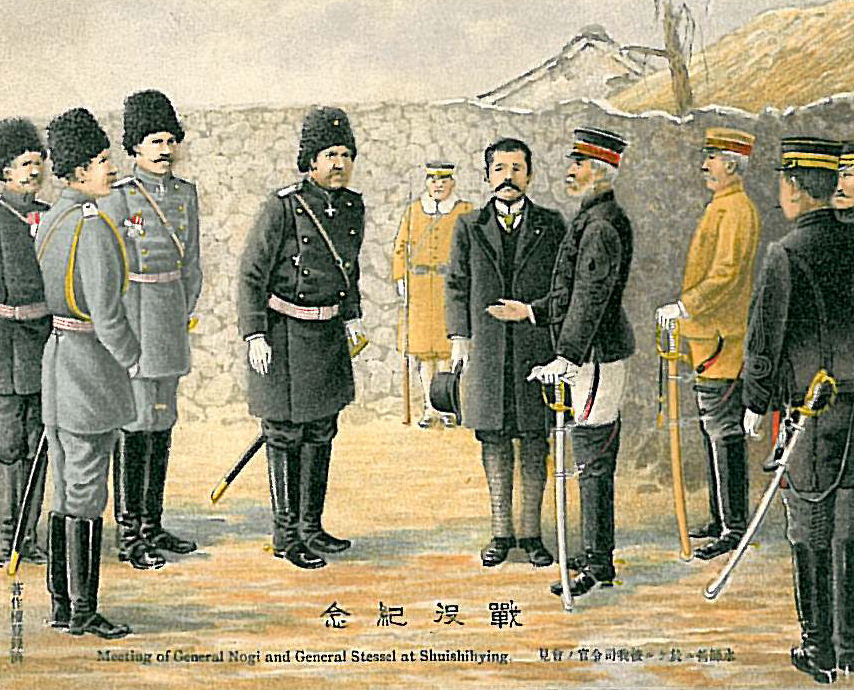
ステッセル将軍との会見

旅順要塞を陥落させた後の明治38年（1905年）1月5日、乃木は要塞司令官ステッセルと会見した。この会見は水師営において行われたので、水師営の会見といわれる。会見に先立ち、明治天皇は、山縣有朋を通じ、乃木に対し、ステッセルが祖国のため力を尽くしたことを讃え、武人としての名誉を確保するよう命じた。
これを受けて、乃木は、ステッセルに対して極めて紳士的に接した。通常、降伏する際に帯剣することは許されないにもかかわらず、乃木はステッセルに帯剣を許し、酒を酌み交わして打ち解けた。乃木は従軍記者たちの再三の要求にもかかわらず会見写真は一枚しか撮影させず、ステッセルらロシア軍人の名誉を重んじた。
こうした乃木の振る舞いは、旅順要塞を攻略した武功と併せて世界的に報道され賞賛された。後にこの会見を題材とした唱歌『水師営の会見』が作られ、日本の国定教科書に掲載された。
乃木は、1月13日に旅順要塞に入城し、1月14日、旅順攻囲戦において戦死した将兵の弔いとして招魂祭を挙行し、自ら起草した祭文を涙ながらに奉読した。その姿は、日本語が分からない観戦武官および従軍記者らをも感動させ、彼らは祭文の抄訳を求めた。

#### 奉天会戦
乃木率いる第3軍は、旅順要塞攻略後、奉天会戦にも参加した。第3軍は、西から大きく回り込んでロシア軍の右側背後を突くことを命じられ、猛進した。ロシア軍の総司令官であるアレクセイ・クロパトキンは、第3軍を日本軍の主力であると判断していた。当初は東端の鴨緑江軍を第3軍と誤解して兵力を振り分けていた。このため、旅順での激闘での消耗が回復していない第3軍も、進軍開始直後には予定通り進撃していた。しかし、西端こそが第3軍であることに気付いたクロパトキンが兵力の移動を行い第3軍迎撃へ投入、激戦となった。
第3軍の進軍如何によって勝敗が決すると考えられていたので、総参謀長・児玉源太郎は、第3軍参謀長・松永正敏に対し、「乃木に猛進を伝えよ」と述べた。児玉に言われるまでもなく進撃を続けていた乃木は激怒し、自ら所在する第3軍の司令部を最前線にまで突出させたが、幕僚の必死の説得により、司令部は元の位置に戻された。
その後も第3軍はロシア軍からの熾烈な攻撃を受け続けたが、進撃を止めなかった。こうした第3軍の奮戦によって、クロパトキンは第3軍の兵力を実際の2倍以上と誤解し、また、第3軍によって退路を断たれることを憂慮して、日本軍に対して優勢を保っていた東部および中央部のロシア軍を退却させた。これを機に形勢は徐々に日本軍へと傾き、日本軍は奉天会戦に勝利した。
アメリカ人従軍記者スタンレー・ウォシュバン（Stanley Washburn,1878-1950）は、「奉天会戦における日本軍の勝利は、乃木と第3軍によって可能になった」と述べた。

#### 凱旋

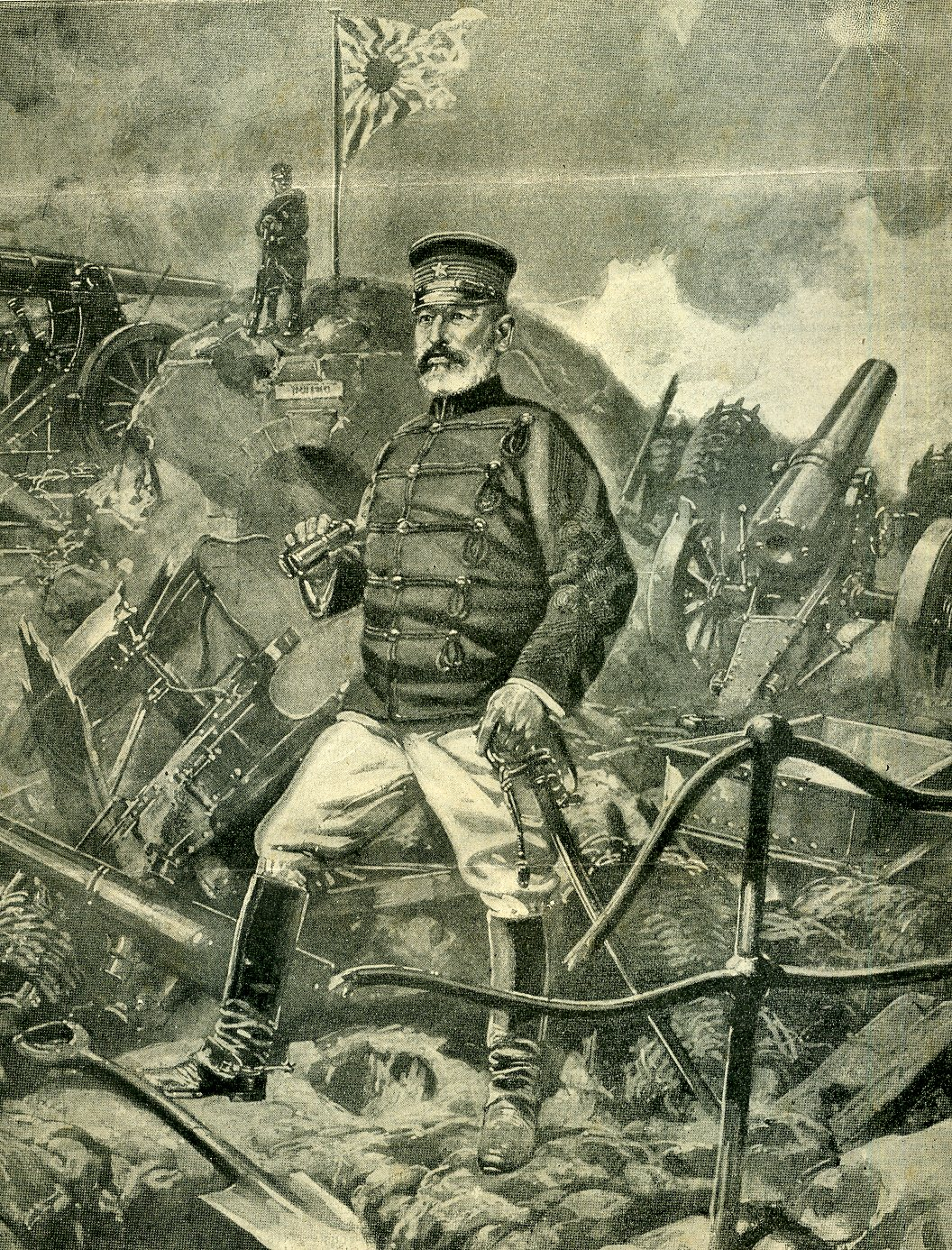
『ニーヴァ』誌に掲載された乃木の挿絵

乃木は、日露戦争の休戦を奉天の北方に位置する法庫門において迎えた。この際、参謀の津野田是重に対し、日露講和の行く末について、戦争が長引くことは日本にとってのみ不利であること、賠償金はとれないであろうこと、および、樺太すべてを割譲させることは困難であることなどを述べている。
明治38年（1905年）12月29日、乃木は法庫門を出発し、帰国の途についた。明治39年（1906年）1月1日から5日間、旅順に滞在して砲台を巡視した後、大連を出航し、1月10日には宇品に、1月14日に東京・新橋駅に凱旋した。乃木は1月21日付で第3軍司令官を退任し、1月26日付で軍事参議官に親補され、大正元年（1912年）9月13日の死去まで在任した。
乃木は、日露戦争以前から国民に知られていたが、「いかなる大敵が来ても3年は持ちこたえる」とロシア軍が豪語した旅順要塞を半年あまりで攻略したことや、二人の子息を戦争で亡くしたことから、乃木の凱旋は他の諸将とは異なる大歓迎となり、新聞も帰国する乃木の一挙手一投足を報じた。乃木を歓迎するムードは高まっていたが、対する乃木は、日本へ帰国する直前、旅順攻囲戦において多数の将兵を戦死させた自責の念から、「戦死して骨となって帰国したい」、「日本へ帰りたくない」、「守備隊の司令官になって中国大陸に残りたい」、「蓑でも笠でもかぶって帰りたい」などと述べ、凱旋した後に各方面で催された歓迎会への招待もすべて断った。
東京に到着後、乃木は直ちに宮中に参内し、明治天皇の御前で自筆の復命書を奉読した。復命書の内容は、第3軍が作戦目的を達成出来たのは天皇の御稜威（みいつ）、上級司令部の作戦指導および友軍の協力によるものとし、また将兵の忠勇義烈を讃え戦没者を悼む内容となっている。自らの作戦指揮については、旅順攻囲戦では半年の月日を要したこと、奉天会戦ではロシア軍の退路遮断の任務を完遂出来なかったこと、またロシア軍騎兵大集団に攻撃されたときはこれを撃砕する好機であったにもかかわらず達成できなかったことを挙げて、甚だ遺憾であるとした。乃木は復命書を読み上げるうち、自責の念の為に涙声となった。乃木は明治天皇に対し、自刃して明治天皇の将兵に多数の死傷者を生じた罪を償いたいと奏上した。しかし天皇は、乃木の苦しい心境は理解したが今は死ぬべき時ではない、どうしても死ぬというのであれば朕が世を去った後にせよ、という趣旨のことを述べたとされる。

### 乃木に対する世界的賞賛
乃木が指揮した旅順攻囲戦は、日露戦争における最激戦であったため、乃木は日露戦争を代表する将軍と評価された。また、その武功のみならず、降伏したロシア兵に対する寛大な処置も賞賛の対象となり、特に水師営の会見におけるステッセルへの処遇については世界的に評価された。乃木に対しては世界各国から書簡が寄せられ、敵国ロシアの『ニーヴァ』誌ですら、乃木を英雄的に描いた挿絵を掲載した。また子供の名前や発足した会の名称に「乃木」の名や乃木が占領した「旅順」（アルツール）の名をもらう例が世界的に頻発した。加えて乃木に対しては、ドイツ帝国、フランス、チリ、ルーマニアおよびイギリスの各国王室または政府から各種勲章が授与された。

### 学習院長就任

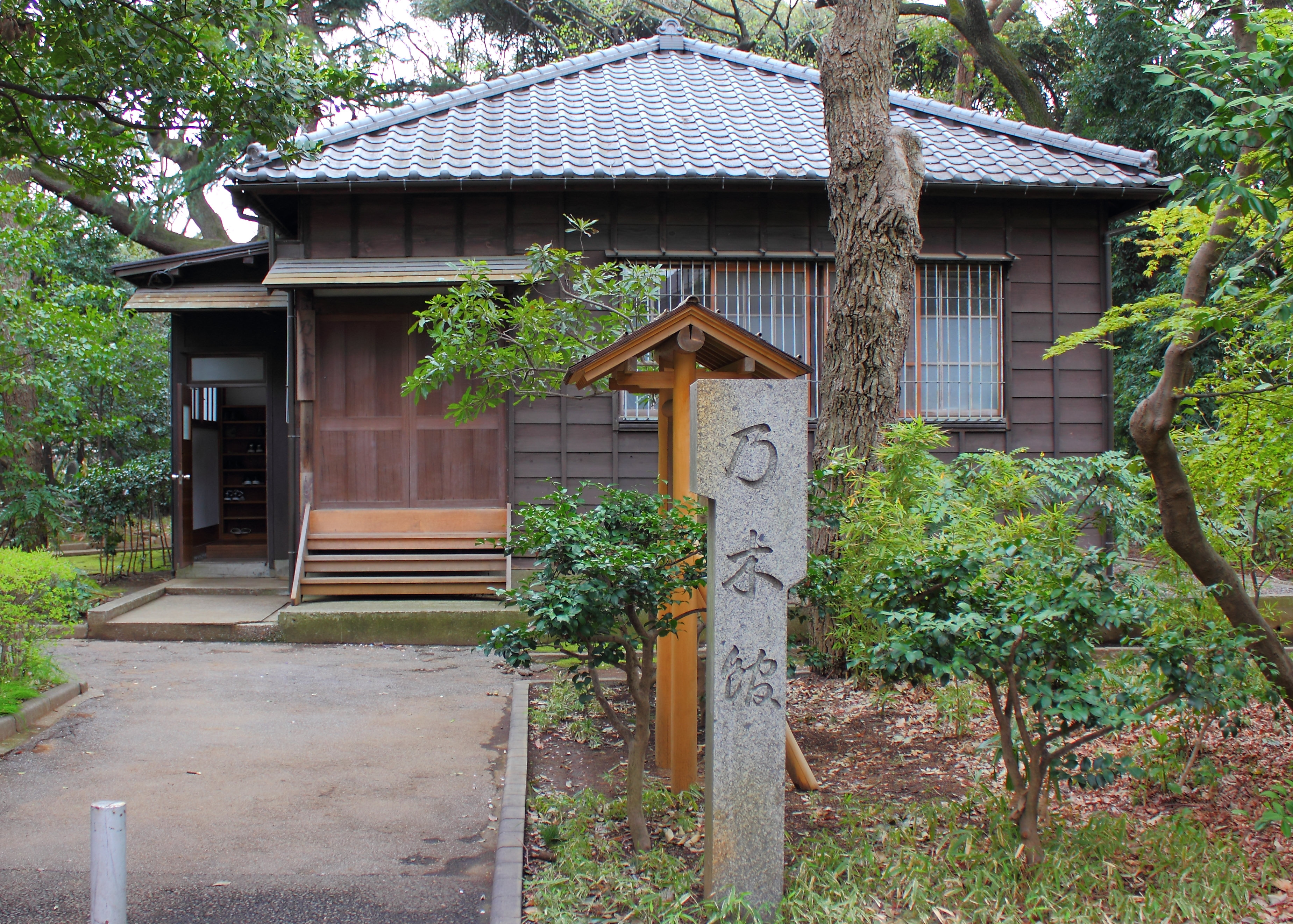
乃木館（旧総寮部）

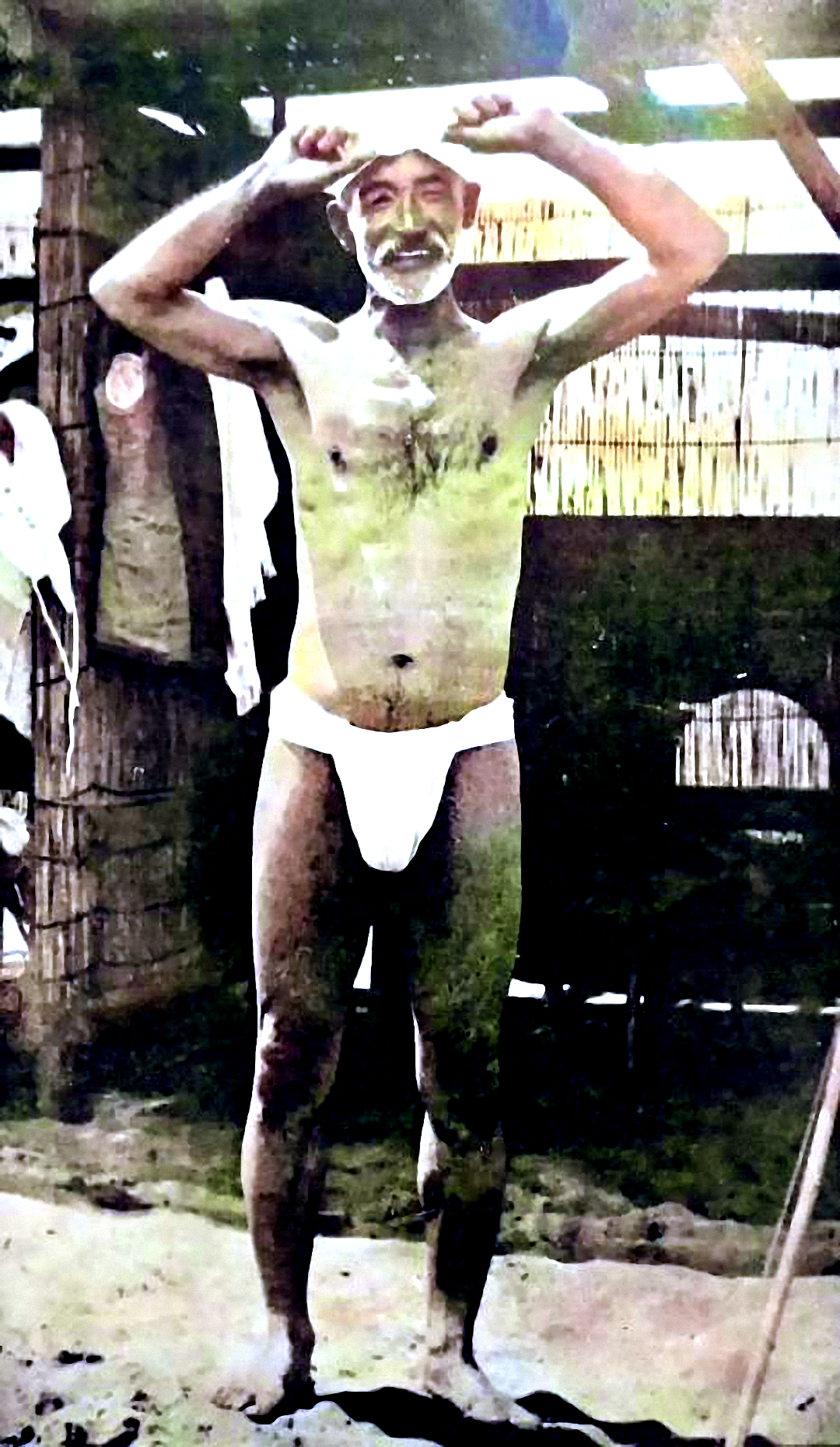
片瀬海岸で学習院の生徒達に水泳を指導する乃木。

#### 明治天皇による勅命
明治40年（1907年）1月31日、軍事参議官の乃木は学習院長を兼任することとなったが、この人事には明治天皇が大きく関与した。山縣有朋は、時の参謀総長・児玉源太郎の急逝を受け、乃木を後継の参謀総長とする人事案を天皇に内奏したが、天皇はこの人事案に裁可を与えず、皇孫（後の昭和天皇）が学習院に入学することから、その養育を乃木に託すべく、乃木を学習院長に指名した。学習院長は文官職であり、陸軍武官が文官職に就く場合には、陸軍将校分限令により予備役に編入される規定であった。しかし、明治天皇の勅命により、乃木は予備役に編入されなかった。
天皇は、乃木の学習院院長就任に際して、次のような和歌を詠んだ。
また天皇は、乃木に対し、自身の子供を亡くした分、生徒らを自分の子供だと思って育てるようにと述べて院長への就任を命じたといわれる。

#### 乃木式教育
乃木は当時の学習院の雰囲気を一新するため、全寮制を布き、6棟の寄宿舎を建て、学生と寝食を共にして生活の細部にわたって指導に努めた（学習院は1908年（明治41年）に目白（現・東京都豊島区目白）の現在地へ移転した）。その際の乃木の居室であった総寮部は、「乃木館」（国登録有形文化財、乃木没後に移築）として現在も保存されている。
乃木は、剣道の教育を最重要視し、時には「日頃の成果を見せよ」と生徒に日本刀を持たせ、生きた豚を斬らせることもあった。当時、学習院中等部に在籍した近衛文麿（後の公爵、内閣総理大臣）は、幼少期には大変な怖がりで一人で出歩くこともままならなかったが、これを見かねた乃木が自ら竹刀を持ち近衛に打ち込んできた。近衛は「乃木さんのメンは本当に痛かった」とのちに回想している。こうした乃木の教育方針は、「乃木式」と呼ばれた。
その一方で乃木はテニスや野球のような西洋由来の運動を好まず、対校試合なども奨励しなかったため、一時は四大雄鎮と謳われた学習院野球部の勢いは著しく失墜した。1911年には朝日新聞社が行った野球に対するネガティブ・キャンペーン（いわゆる野球害毒論）の中で批判論者として登場し、「操練体操の外に馬術、弓術、撃剣、柔道、水泳等」は「必要なる運動」だが、野球は「必要ならざる遊戯」であると語った。

#### 生徒からの評判
乃木は、自宅へは月に1、2回帰宅するが、それ以外の日は学習院中等科および高等科の全生徒と共に寄宿舎に入って寝食を共にした。乃木は、生徒に親しく声をかけ、よく駄洒落を飛ばして生徒を笑わせた。学習院の生徒は乃木を「うちのおやじ」と言い合って敬愛した。
他方で、そうした乃木の教育方針に反発した生徒たちもいた。彼らは同人雑誌『白樺』を軸に「白樺派」を結成し、乃木の教育方針を非文明的であると嘲笑した。これらの動きに対し、乃木は以前から親交のある森鷗外にも助言を求めている。

#### 昭和天皇の養育
1908年（明治41年）4月に迪宮裕仁親王（後の昭和天皇）が学習院に入学すると、乃木は、勤勉と質素を旨としてその教育に努力した。
当時の裕仁親王は、赤坂にある東宮御所から、車での送迎で目白の学習院まで通っていたが、乃木は徒歩で通学するようにと指導した。裕仁親王もこれに従い、それ以降どんな天候でも歩いて登校するようになったという。戦後の昭和40年代前半に、中曽根康弘が運輸大臣在任中に、昭和天皇への内奏で、刊行間もない司馬遼太郎の『殉死』に書かれている逸話は本当でしょうかと尋ねたところ、おおむねその通りであるとの返答を得たという。
明治45年（1912年）7月に明治天皇が崩御してから、乃木が殉死するまで3か月ほどの間、裕仁親王は乃木を「院長閣下」と呼んだ。これは、明治天皇の遺言によるものである。昭和天皇は後に、自身の人格形成に最も影響があった人物として乃木の名を挙げるほどに親しんだ。

### 殉死

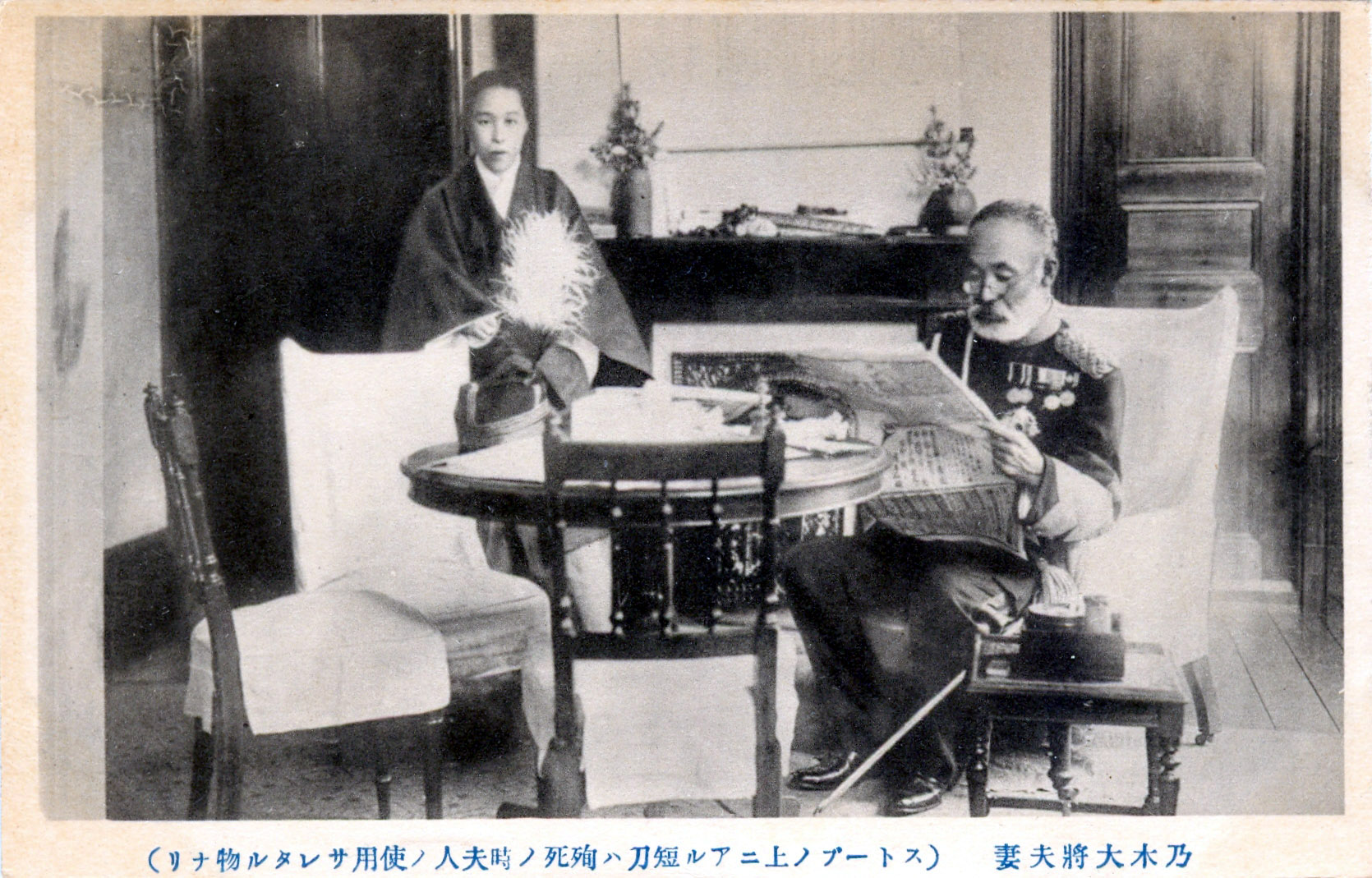
自刃当日、早朝の乃木夫妻

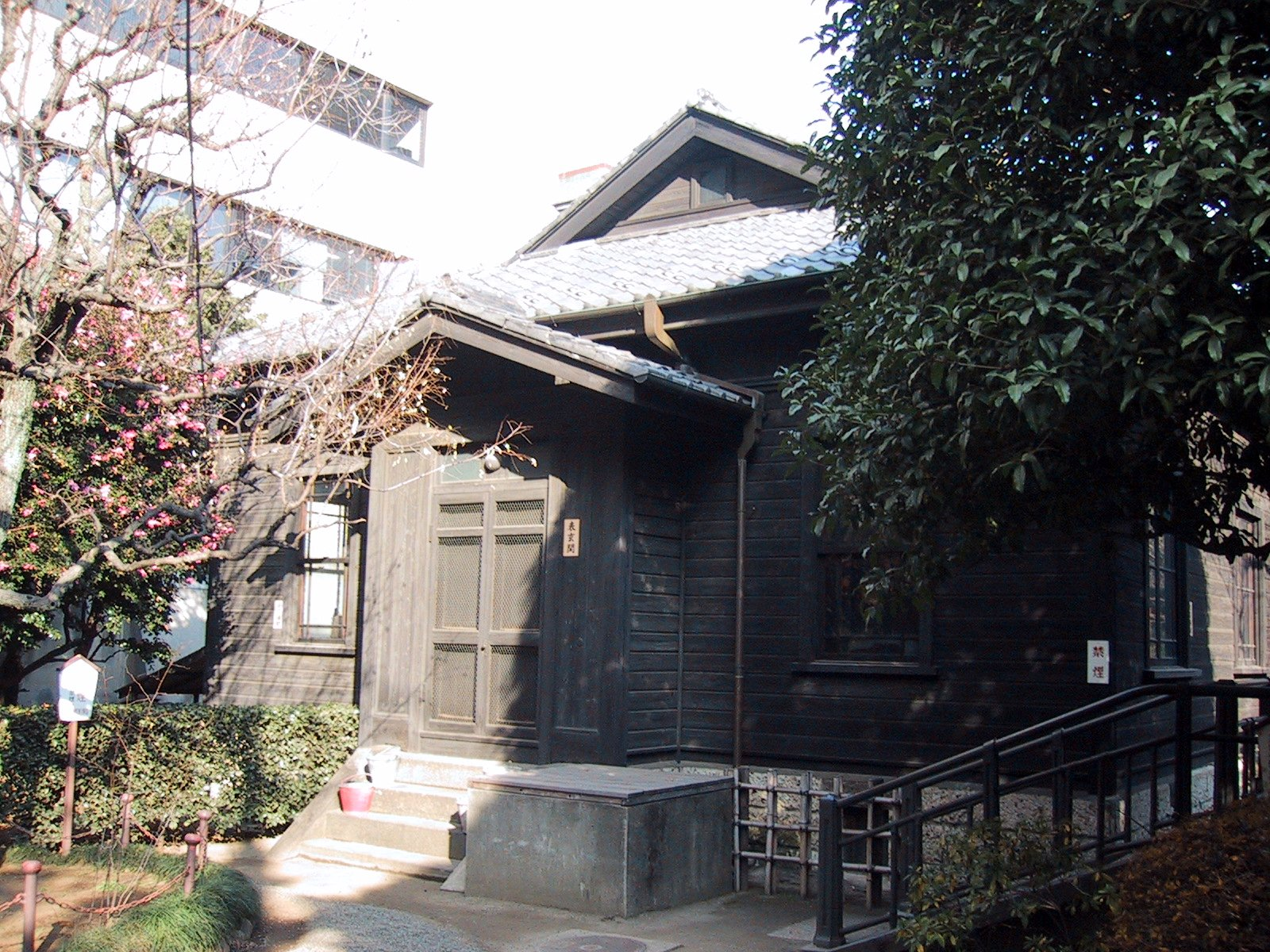
港区の旧乃木希典邸。乃木夫妻が自刃した場所である。

#### 自刃前の乃木
乃木は大正元年（1912年）9月10日、裕仁親王、淳宮雍仁親王（後の秩父宮雍仁親王）および光宮宣仁親王（後の高松宮宣仁親王）に対し、山鹿素行の『中朝事実』と三宅観瀾の『中興鑑言』を渡し、熟読するよう述べた。当時11歳の裕仁親王は乃木の様子がいつもとは異なることに気付き、「院長（学習院）閣下はどこかへ行かれるのですか」と聞いたという。（乃木は自刃の時まで学習院長であったため、自決後は院長が一時空席となっている。）

#### 自刃

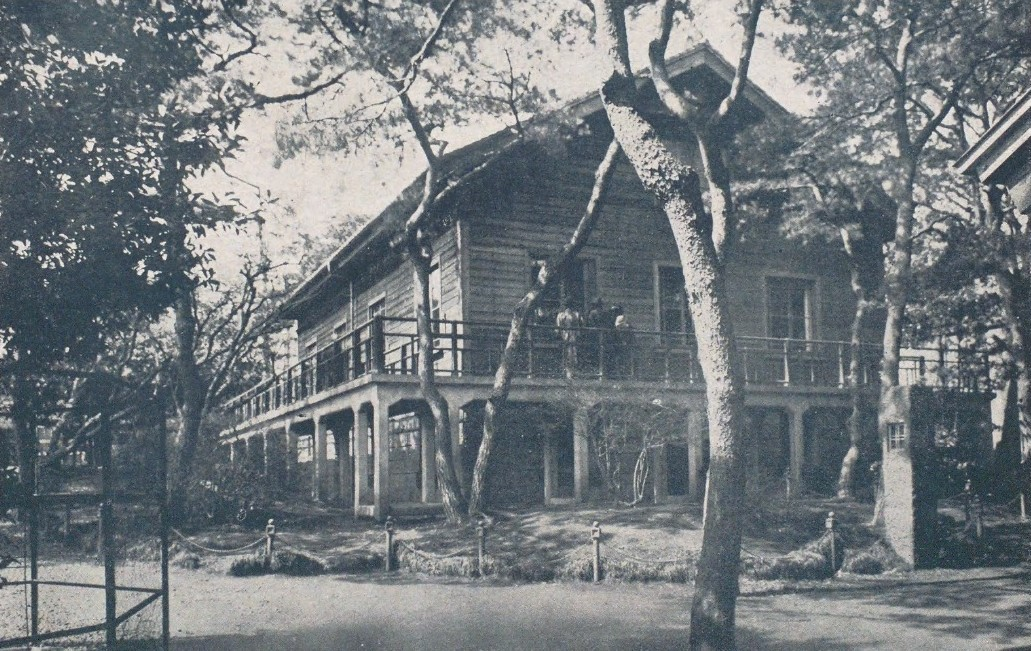
乃木将軍邸

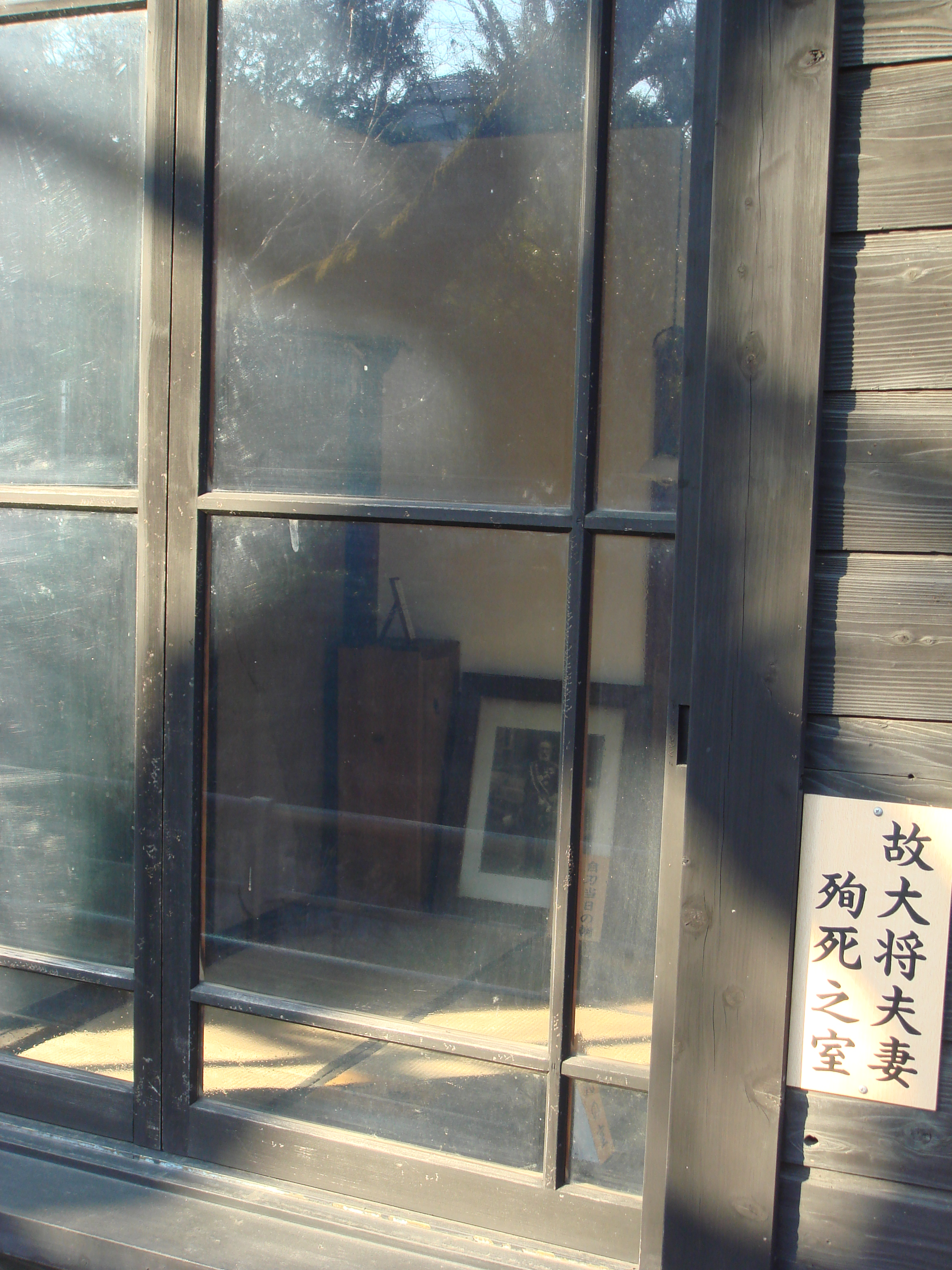
乃木夫妻が自刃した部屋

1912年（大正元年）9月13日、明治天皇の大喪の礼が行われた日の20時頃、乃木は妻・静子とともに自刃して亡くなった。享年64（満62歳没）。警視庁警察医員として検視にあたった岩田凡平は、遺体の状況などについて詳細な報告書を残しているが、「検案ノ要領」の項目において、乃木と静子が自刃した状況につき、以下のように推測している。
1. 乃木は、1912年（大正元年）9月13日午後7時40分ころ、東京市赤坂区新坂町（現東京都港区赤坂八丁目）の自邸居室において、明治天皇の御真影の下に正座し、日本軍刀によって、まず十文字に割腹し、妻・静子が自害する様子を見た後、軍刀の柄を膝下に立て、剣先を前頸部に当てて、気道、食道、総頸動静脈、迷走神経および第三頸椎左横突起を刺したままうつ伏せになり、即時に絶命した。
2. 将軍（乃木）はあらかじめ自刃を覚悟し、12日の夜に『遺言条々』を、13日に他の遺書や辞世などを作成し、心静かに自刃を断行した。
3. 夫人（静子）は、将軍が割腹するのとほとんど同時に、護身用の懐剣によって心臓を突き刺してそのままうつ伏せとなり、将軍にやや遅れて絶命した。
4. 乃木は、いくつかの遺書を残した。そのうちでも『遺言条々』と題する遺書において、乃木の自刃は西南戦争時に連隊旗を奪われたことを償うための死である旨を述べ、その他乃木の遺産の取扱に関しても述べていた[164][165][注釈 21]。

乃木は、以下の辞世を残している。
また、妻の静子は、
。
乃木の遺書には『遺書に記載されていない事柄については静子に申しつけておく』旨の記載などがあり、乃木自刃後も妻の静子が生存することを前提としていた。
乃木の遺書について、署名は「希典」の花押のみであったとされる。

#### 乃木自刃に対する反応

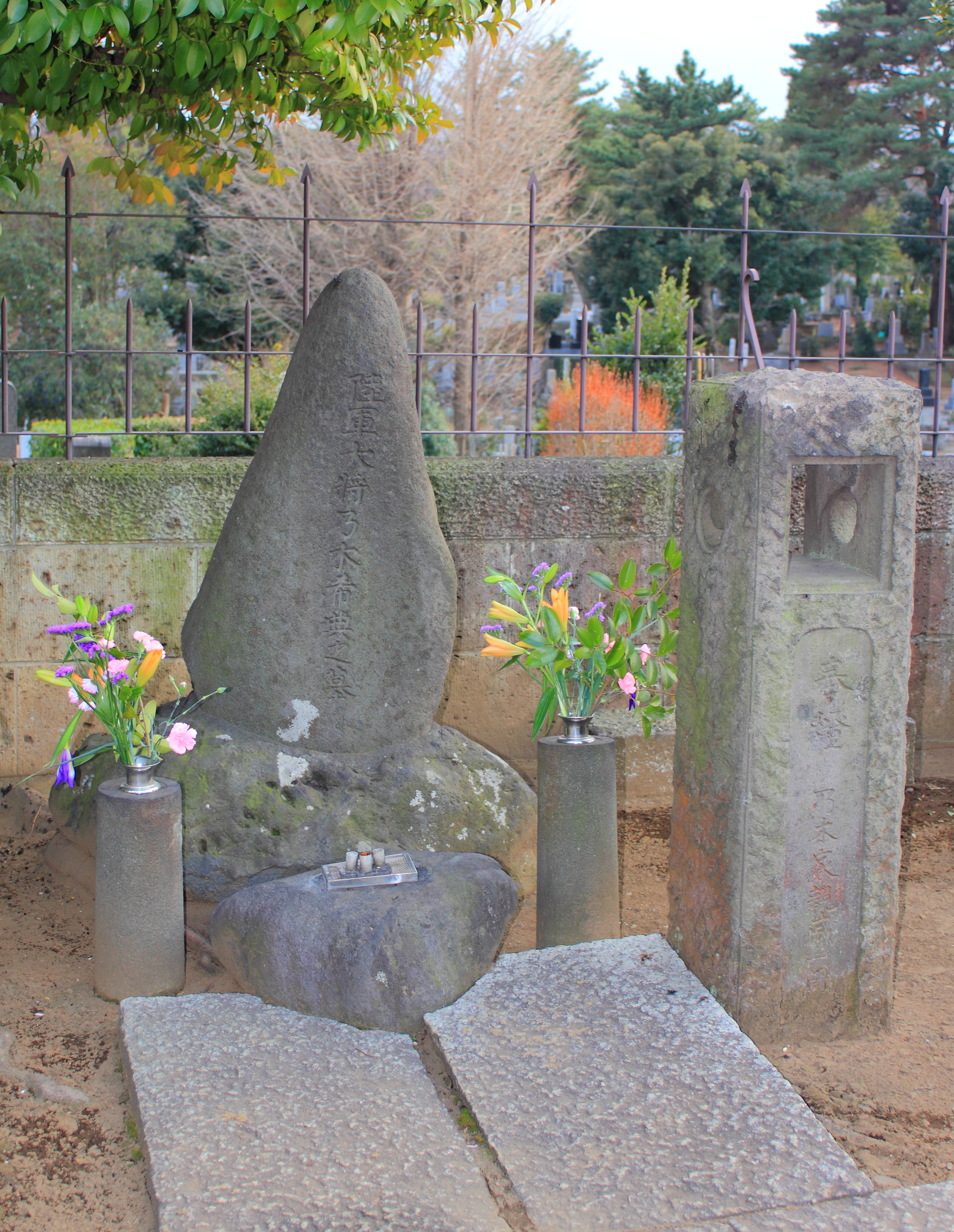
乃木の墓（青山霊園）

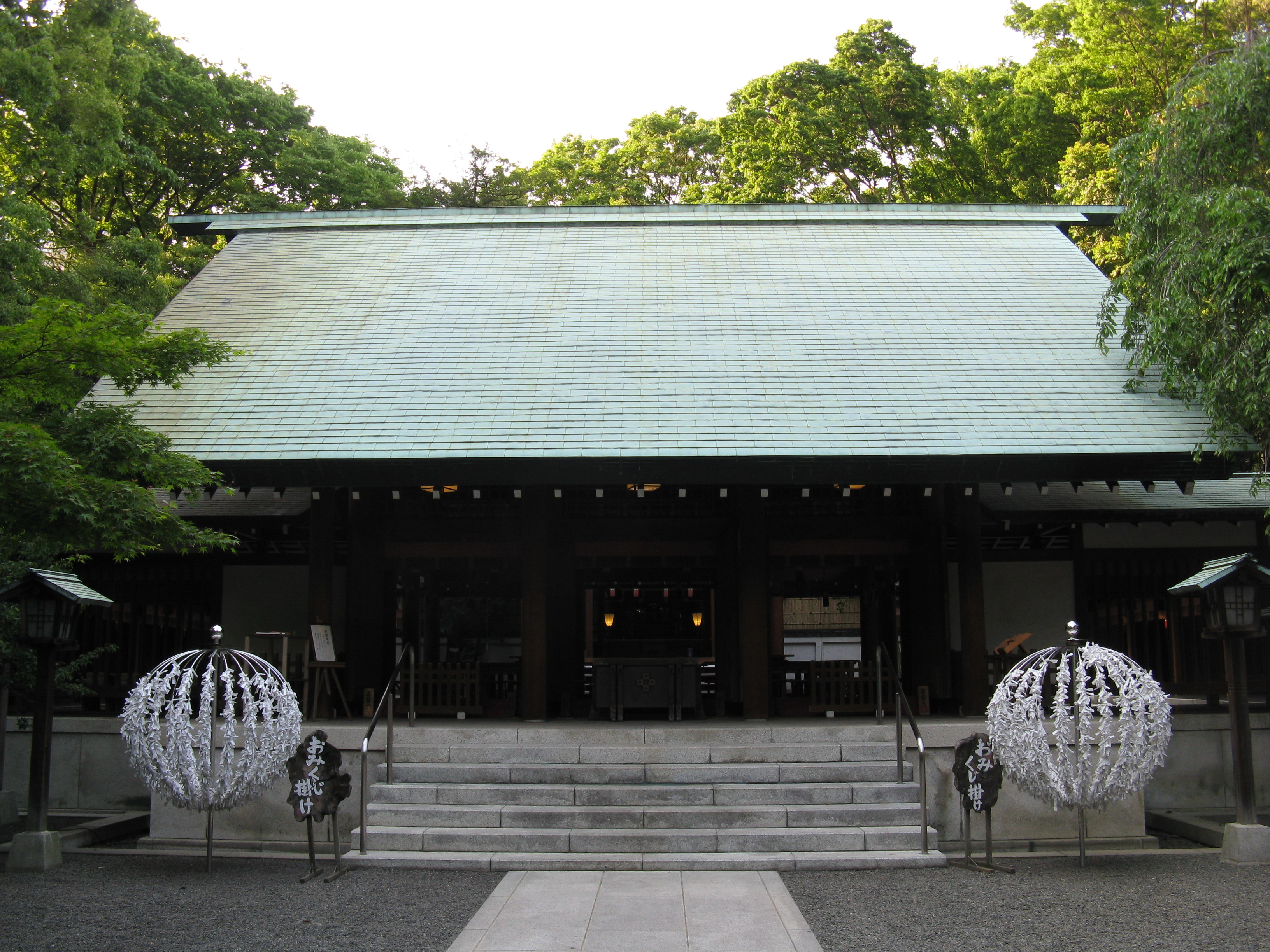
東京都港区乃木坂の乃木神社

乃木の訃報が新聞で報道されると、多くの日本国民が悲しみ、号外を手にして道端で涙にむせぶ者もあった。乃木を慕っていた裕仁親王は、乃木が自刃したことを聞くと涙を浮かべ、「ああ、残念なことである」と述べて大きくため息をついたという。
乃木の訃報は、日本国内にとどまらず、欧米の新聞においても多数報道された。特に、ニューヨーク・タイムズには、日露戦争の従軍記者リチャード・バリーによる長文の伝記と乃木が詠んだ漢詩が2面にわたって掲載された。
一方で上記の乃木の教育方針に批判的だった白樺派の志賀直哉や芥川龍之介などの一部の新世代の若者たちは、乃木の死を「前近代的行為」として冷笑的で批判的な態度をとった。これに対し夏目漱石は小説『こゝろ』、森鷗外は小説『興津弥五右衛門の遺書』をそれぞれ書き、白樺派などによってぶつけられるであろう非難や嘲笑を抑えようとした（評価の詳細については後述）。
乃木夫妻の葬儀は、大喪の礼から5日後の大正元年（1912年）9月18日に行われた。葬儀の当日、乃木夫妻の自宅から青山葬儀場までの沿道は推定20万人とも言われる膨大な数の一般国民で埋め尽くされた。その様子は「権威の命令なくして行われたる国民葬」「人民として空前の盛儀」と表現され、また外国人も多数参列したことから「世界葬」とも表現された。
日露戦争の時に第3軍に従軍していた記者スタンレー・ウォシュバンは乃木の殉死の報を聞いて、『乃木大将と日本人』（原題『Nogi』）を著し故人を讃えた。
『中央公論』1912年10月号特集「乃木大将の殉死を評す」に、加藤弘之・新渡戸稲造・東条英教・石川半山らが執筆した。

#### 相次ぐ乃木神社の建立
乃木の死去を受け、読売新聞のコラム「銀座より」では、乃木神社建立、乃木邸の保存、「新坂」の「乃木坂」への改称などを希望するとの意見が示された。その後、京都府、山口県、栃木県、東京府（現：東京都）、北海道など、日本の各地に乃木を祀った乃木神社が建立された。
また、朝鮮半島にも朝鮮乃木神社がある。

## 評価

### 旅順攻囲戦における乃木の評価
日露戦争において「難攻不落」と謳われた旅順要塞を攻略したことから、第一艦隊兼連合艦隊司令長官として日本海海戦などを指揮した東郷平八郎とともに日露戦争の英雄とされ、その人となりから「聖将」と呼ばれた。一方で、旅順要塞攻略に際して多大な犠牲を生じたことや、明治天皇が崩御した際に殉死したことなどについて、司馬遼太郎等により批判されている。司馬は著書『坂の上の雲』『殉死』において、福岡徹も著書において乃木を「愚将」と評価した。他方で司馬遼太郎らに対する反論や、乃木は名将であったとする主張など、批判と相反して乃木を肯定的に見る意見もある。

#### 司馬遼太郎らによる批判
乃木を無能・愚将であるとする主張が広まったのは、日本陸軍従軍経験のある作家・司馬遼太郎の小説『坂の上の雲』および『殉死』によるところが大きいとされている。司馬は『坂の上の雲』および『殉死』において以下のように述べ、旅順における乃木を批判している。
1. 旅順攻囲戦当時、要塞攻撃についてはヴォーバンが確立した大原則が世界の陸軍における常識であったが、乃木は第1回総攻撃においてこれを採用しなかった[184]。
2. ヴォーバンの戦術論（近代要塞に対する攻撃方法）に関する書物を読了することは軍人の当然の義務であった。しかし乃木は、近代要塞に関する専門知識を有しなかった[185]。
3. 乃木は司令部を過剰に後方へ設置したので、前線の惨状を感覚として知ることができず、児玉源太郎からも非難された[186]。
4. 第1回総攻撃は、あえて強靱な盤竜山および東鶏冠山の中央突破という机上の空論を実行に移したものであった[187]。
5. 早期に203高地を攻め、そこからロシア海軍の旅順艦隊を砲撃しさえすれば、要塞全体を陥落させずとも旅順攻囲戦の作戦目的を達成することができ、兵力の損耗も少なくてすんだはずである。しかし、乃木は、203高地の攻略を頑なに拒み[188]、本来不要な旅順要塞全体の陥落にこだわった[189][190]。
6. 旅順要塞は無視してしまうのが正解であり、ロシア軍が旅順要塞から出撃してきた場合に備えて抑えの兵を残しておけば十分であった[191]。
7. 乃木は、児玉源太郎に指揮権を委譲し、ようやく、203高地を陥落させることができた。児玉が指揮を執らなかったなら、損害は拡大していた[192]。

この他、自身が陸軍少尉として日露戦争に従軍した宮脇長吉（後に大佐、衆議院議員）は、「乃木大将はほんとうに戦争がへただった」と語っていたという。
また文学者のドナルド・キーンは、「明治天皇は乃木希典が嫌いだったと思う。乃木を学習院長に任命したが、これは名誉ある仕事なのか。乃木は教育者として強い信念があったわけでもない」と述べ、司馬の「乃木愚将論」に同調した。

#### 司馬遼太郎への反論と乃木肯定論
乃木の行動を肯定する論説もあり、福田恆存「乃木将軍は軍神か愚将か」『中央公論』第85巻第13号、1970年12月、80-103頁。、福井雄三「『坂の上の雲』に描かれなかった戦争の現実」『中央公論』第119巻第2号、2004年2月、61-72頁。などが発表された。司馬遼太郎の主張に対する反論としては、桑原嶽『名将 乃木希典』（中央乃木会、1990年）および別宮暖朗『旅順攻防戦の真実』（PHP文庫、2006年）があり、以下のように乃木の判断を肯定している。
1. 乃木は、当時のヨーロッパにおける主要な軍事論文をすべて読破した理論派であった[197][198]。
2. 日露戦争当時、塹壕を突破して要塞を陥落させる方法は、ある程度の犠牲を計算に入れた歩兵による突撃以外に方法がなく、有効な戦術が考案されたのは第一次世界大戦中期であるから、後世の観点から乃木を批判すべきではない[199]。
3. 乃木率いる第3軍の司令部があまりに後方に設置されていたのと批判は当たらない。戦闘指令所が置かれた団山子東北方高地は、前線（東鶏冠山）まで直線距離にして3kmであり、戦況を手に取るように見える距離である。よって、攻撃中止の判断も迅速に行うことができた[200]。
4. 第3軍に大本営より手渡されていた旅順の地図には旅順要塞の堡塁配置などに誤りがあり（例えば203高地などの前進陣地が書かれていない。東北方面の東鶏冠山などの堡塁が臨時築城の野戦陣地となっているなど）日本軍全体で要塞の規模を把握していなかった。敵陣地の規模が不明な以上、攻略地点を自軍に有利な東北方面にする（鉄道や道路があり部隊展開に有利。西北方面はそれがなく準備に時間を要しないと不利）のは当たり前の決断と言える[201]。
5. 旅順要塞に対して残置すべき兵力は4万ほどになると思われるから、たとえ第3軍が北上しても奉天会戦において活躍することはできなかった[202][203]。
6. 児玉源太郎が第3軍に与えた指示は予備の重砲の配置転換であり、同士討ち覚悟の連続射撃も攻城砲兵司令部の判断で実施されている[204]。また児玉自身、作戦立案を第3軍参謀に行わせており、それを承認した上で攻撃を開始しており、彼自身の立案だったわけでもない[205]。

別宮暖朗は、乃木率いる第3軍が第1回総攻撃による被害が大きかったことを受けて、第2回総攻撃以降は突撃壕を掘り進めて味方の損害を抑える戦術に転換していることを評価すべきと主張する。欧州各国陸軍も第1回総攻撃と同様の方法を採っていたのであるから、日露戦争当時にこの戦術を採用した乃木は評価されるべきである、という主張である。
元防衛大学校教授・桑田悦は「乃木であればこそあの時期に旅順を攻略できた」と述べており、大阪青山短期大学准教授・福井雄三も「精神的プレッシャーに強く平常心を失わずに部下を奮い立たせた乃木」として評価している。

### 乃木の人格に対する評価

#### 質素と謹厳の代名詞
乃木が学習院院長に就任した後の明治40年（1907年）頃、「乃木式」という言葉が流行した。没後の大正4年（1915年）には『乃木式』という名称の雑誌も発行され、乃木の人格は尊敬を集めていた。当時、乃木は、質素と謹厳の代名詞だった。
乃木は、生前および死後を通じて詩や講談の題材に取り上げられ、伝記も数多く出版された。それら乃木を題材とした作品群は、「乃木文学」と言われた。
幾つかの文献では、元帥となった記述があるが、乃木が元帥であった事実はない（元帥の称号を贈る話はあったが、乃木本人が固辞したため）。

#### 殉死に対する評価・議論
殉死直後から日本国内の新聞の多くはこれを肯定的に捉え、乃木の行為を好意的に受け止める空気が一般的であった。
新渡戸稲造は「日本道徳の積極的表現」、三宅雪嶺は「権威ある死」と論じ、徳冨蘆花や京都帝国大学教授・西田幾多郎は、乃木の自刃に感動を覚え、武士道の賛美者でも社会思潮において乃木の賛同者でもないことを明言していた評論家の内田魯庵も、乃木の自刃に直感的な感動を覚えたと述べている。
このような乃木の武士道的精神を評価する見方がある一方で、殉死は封建制の遺習であり、時代遅れの行為であると論ずる見方もあった。東京朝日新聞、信濃毎日新聞（主筆は桐生悠々）などが乃木の自刃に対して否定的・批判的な見解を示した。
さらに、時事新報は、学習院院長などの重責を顧みず自刃した乃木の行為は武士道の精神に適うものではなく、感情に偏って国家に尽くすことを軽視したものであると主張し、加えて、もし自殺するのであれば日露戦争の凱旋時にすべきであったとまで述べた。
白樺派は、生前の乃木を批判していたが、乃木の自刃についても厳しく批判した。特に武者小路実篤は、乃木の自刃は「人類的」でなく、「西洋人の本来の生命を呼び覚ます可能性」がない行為であり、これを賛美することは「不健全な理性」がなければ不可能であると述べた。志賀直哉も日記で、乃木の殉死を「『馬鹿な奴だ』といふ気が、丁度下女かなにかゞ無考へに何かした時感ずる心持と同じやうな感じ方で感じられた」と突き放した。
社会主義者も乃木の自刃を批判した。例えば、荒畑寒村は、乃木を「偏狭な、頑迷な、旧思想で頭の固まった一介の老武弁に過ぎない」と評したうえで、乃木の行為を賛美する主張は「癲狂院の患者の囈語」（精神病患者のたわごと）に過ぎないと批判した。
乃木の殉死を否定的に論じた新聞は不買運動や脅迫に晒された。例えば時事新報は、投石や脅迫を受け、読者数が激減した。
京都帝国大学教授・文学博士である谷本富は、自宅に投石を受け、教授を辞職せざるを得なくなった。谷本は、乃木の「古武士的質素、純直な性格はいかにも立派」と殉死それ自体は評価していたが、乃木については「衒気」であるから「余り虫が好かない人」であり、陸軍大将たる器ではない旨述べたことから、否定論者とみなされたのである。
乃木の死を題材にした文学作品も多く発表されている。例えば、櫻井忠温の『将軍乃木』『大乃木』、夏目漱石『こころ』、森鷗外『興津弥五右衛門の遺書』『阿部一族』、司馬遼太郎の『殉死』、芥川龍之介の『将軍』、渡辺淳一の『静寂の声』などである。この中で大正時代に刊行された芥川の『将軍』は乃木を皮肉った作品で、大正デモクラシー潮流を推進するものであった。

### 日本国外における評価
旅順攻略戦中は一般国民にまで戦下手と罵られた。もっともこれはウラジオ艦隊捕捉に手こずった上村彦之丞中将と同じく結果が中々出ないのを批難されたものであり、旅順を攻略するとそれは称賛に変わった。さらに水師営の会見をはじめとする、多々の徳行･高潔な振舞いにより、稀代の精神家として徐々に尊敬の対象に変化していった。諸外国には各国観戦武官から乃木の用兵が紹介され、対塹壕陣地への正攻法が後年の第一次世界大戦で大々的に取り入れられるようになる。また失敗した白襷隊の攻撃もドイツで研究され浸透戦術の雛型になった
。各国報道機関では乃木を日本軍の名将として紹介している。
日露戦争での日本の勝利は、ロシアの南下政策に苦しめられていたオスマン帝国で歓喜をもって迎えられた。乃木はオスマン帝国でも英雄となり、子どもに乃木の名前を付ける親までいたという。

## 人物・逸話

### 元帥府に列せられる前に殉死
現役の陸軍大将として軍事参議官に親補されていた乃木は、大正元年（1912年）に満62歳で殉死しており、前述の通り元帥府には列せられていない。しかし、乃木が殉死せずにもっと長生きしていれば、彼が元帥府に列せられていた可能性は高いとする説が有力である。
明治40年（1907年）に乃木が学習院長を兼任した時に、陸軍将校分限令の規定によって予備役に編入されるべきところを、明治天皇の勅命により現役に留まるという異例の人事がなされたことについて、桑原嶽は「これは当然、終身現役である元帥への昇進の含みもあったからであろう。」と述べている。
もしも乃木が明治天皇に殉死していなかったら、乃木はいずれ元帥府に列せられたかどうかにつき、軍事史家の横山恵一は「歴戦の功将、人格高潔な武将という点で元帥を選考するなら、乃木は将に将たる器で、選に入ったのではないですか。」と述べ、秦郁彦は「〔乃木が〕生きていれば大正四年〔1915年〕に長谷川好道、貞愛親王、川村景明といっしょにね。」と述べている。実際には前述の通り、乃木に元帥の称号を贈る話は生前からあったものの、本人がこれを固辞していたとも言われている。

### 日露戦争における自責の念
乃木は、日露戦争において多くの兵士を無駄に死なせてしまったことを心底から悔い、生涯にわたって自責の念に苛まれ続けていた。乃木が前述の通り元帥の称号を断り、最終的に割腹自殺したのも、日露戦争で多くの兵士を死なせたことに対する自責の念が最大の理由だったとする意見は根強い。
- 前述の通り、日露戦争で多くの兵士を死なせたことを明治天皇に詫びた際にも、乃木は自ら死んで責任を取ることを希望したが、明治天皇は乃木の心情に理解を示しながらも、今はまだ死ぬべき時ではないと乃木を窘め、どうしても死にたいのであれば自分が死んだ後に、という旨を述べて、その場は乃木の自殺を押しとどめたという。
- 時間があれば戦死者の遺族を訪問し、「乃木があなた方の子弟を殺したにほかならず、その罪は割腹してでも謝罪すべきですが、今はまだ死すべき時ではないので、他日、私が一命を国に捧げるときもあるでしょうから、そのとき乃木が謝罪したものと思ってください。」と述べていた[230]。
- 東郷平八郎や上村彦之丞と共に、長野における戦役講演に招かれた際も乃木は勧められても登壇せず、その場に立ったまま、「諸君、私は諸君の兄弟を多く殺した乃木であります」とだけ言ったきり落涙し、それ以上何も言えなくなってしまった。その場に居合わせた人々も皆、乃木の心情を慮って涙したという[231]。
- 乃木は日露戦争で二人の息子を失った後、陸軍時代の部下であった佐藤正から養子を勧められていたが、乃木自身は戦争で多くの兵士を死なせた自責の念から、養子を取らず乃木家を断絶させる覚悟であると手紙に綴っている[232]。

### 戦傷病者へのいたわり
- 廃兵院を再三にわたって見舞い、多くの寄付を行った。乃木は、他者から寄贈を受けた物があると、そのほとんどを廃兵院に寄贈した[233]。そのため、廃兵院の入院者は乃木を強く敬愛し、乃木の死を聞いて号泣する者もあり、特に重体の者以外は皆、乃木の葬儀に参列した。また、廃兵院内には、乃木の肖像画を飾った遥拝所が設けられた[233][234]。
- 上腕切断者のために自ら設計に参加した乃木式義手を完成させ、自分の年金を担保に製作・配布した。この義手で書いたという負傷兵からのお礼を述べる手紙が乃木宛てに届き、乃木は喜んだという[235]。

### 辻占売りの少年

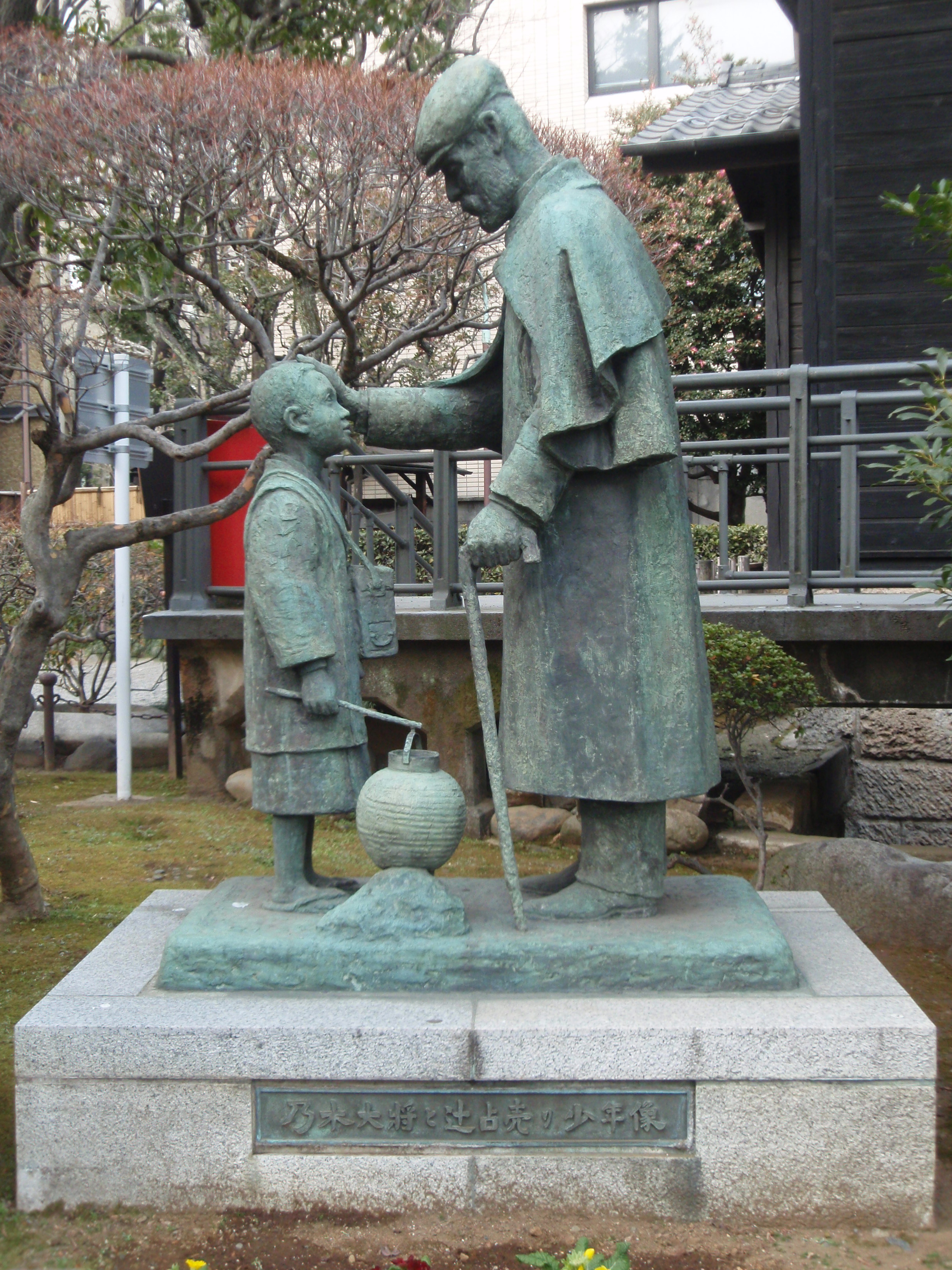
乃木大将と辻占売りの少年（旧乃木邸内）

少将時代の乃木が、明治24年に訪れた金沢の街で辻占売りをする当時８歳の今越清三郎少年を見かけた。その少年が父親を亡くしたために幼くして一家の生計を支えていることを知り、少年を励まし当時としてはかなりの大金である金2円を渡した。少年は感激して努力を重ね、その後金箔加工の世界で名をなしたという逸話によるものである。乃木の人徳をしのばせる逸話であり、後に旅順攻囲戦を絡めたうえで脚色され「乃木将軍と辻占売り」という唱歌や講談ダネで有名になった。こうした乃木希典の人となりを伝えるものとして、銅像が旧乃木邸に建つ（画像参照）。

### 楠木正成に対する尊敬
乃木は楠木正成を深く崇敬した。乃木の尽忠報国は正成を見習ったものである。乃木は正成に関する書物をできる限り集め考究した。正成が子の正行と別れた大阪府三島郡島本町の史蹟桜井駅跡の石碑の「楠公父子訣別之所」という文字は乃木によって書かれたものである。そして、乃木は楠木正成について次のような歌を詠んでいる。
国史学者・笹川臨風は、「乃木将軍閣下は楠公以降の第一人なり」と乃木を評しており、伏見宮貞愛親王は乃木について、「乃木は楠木正成以上の偉い人物と自分は思う」「乃木の忠誠、決して楠公のそれに下るべからず」と述べている。

### 元禄赤穂事件の批判
義挙と人口に膾炙する赤穂事件につき、乃木は天皇からの勅使を私怨での饗応放棄に加え「（欠字）寸のびの刀をさしてゆくこともず、更に後ろより斬りつけたる等々不心得も甚だし」など批判している。但し、乃木の主家である長府藩主・毛利師就は江戸城の松の廊下にて乱心した水野忠恒から刃傷を受け、師就は吉良義央に倣い刀を抜かずに対応し、重傷を負ったが一命をとりとめている。赤穂義士を毛利家は罪人として厳しく扱った記録が残り、現在でもお預かり四家で唯一、一切の供養塔や墓の類が長府毛利藩邸跡には存在が確認されていない。また、乃木に影響を与えた吉田松陰は米沢藩の古学者とも交流があり、松陰神社の建てられた若林は吉良氏の領地だった。このため公正な第三者の意見とは言い難い面もある。

### 健康状態
若い頃より歯が悪く、43歳の時点ですでに下顎に数本の歯が残っているのみであり、明治24年（1891年）には入れ歯が合わないことを理由とする休職願を陸軍大臣・高島鞆之助に提出している。

### 乃木が詠んだ漢詩

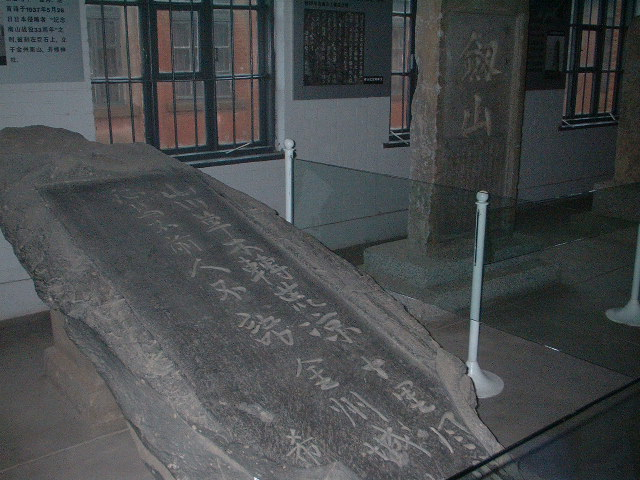
「金州城外の作」の石碑（旧旅順刑務所・陳列館所蔵）

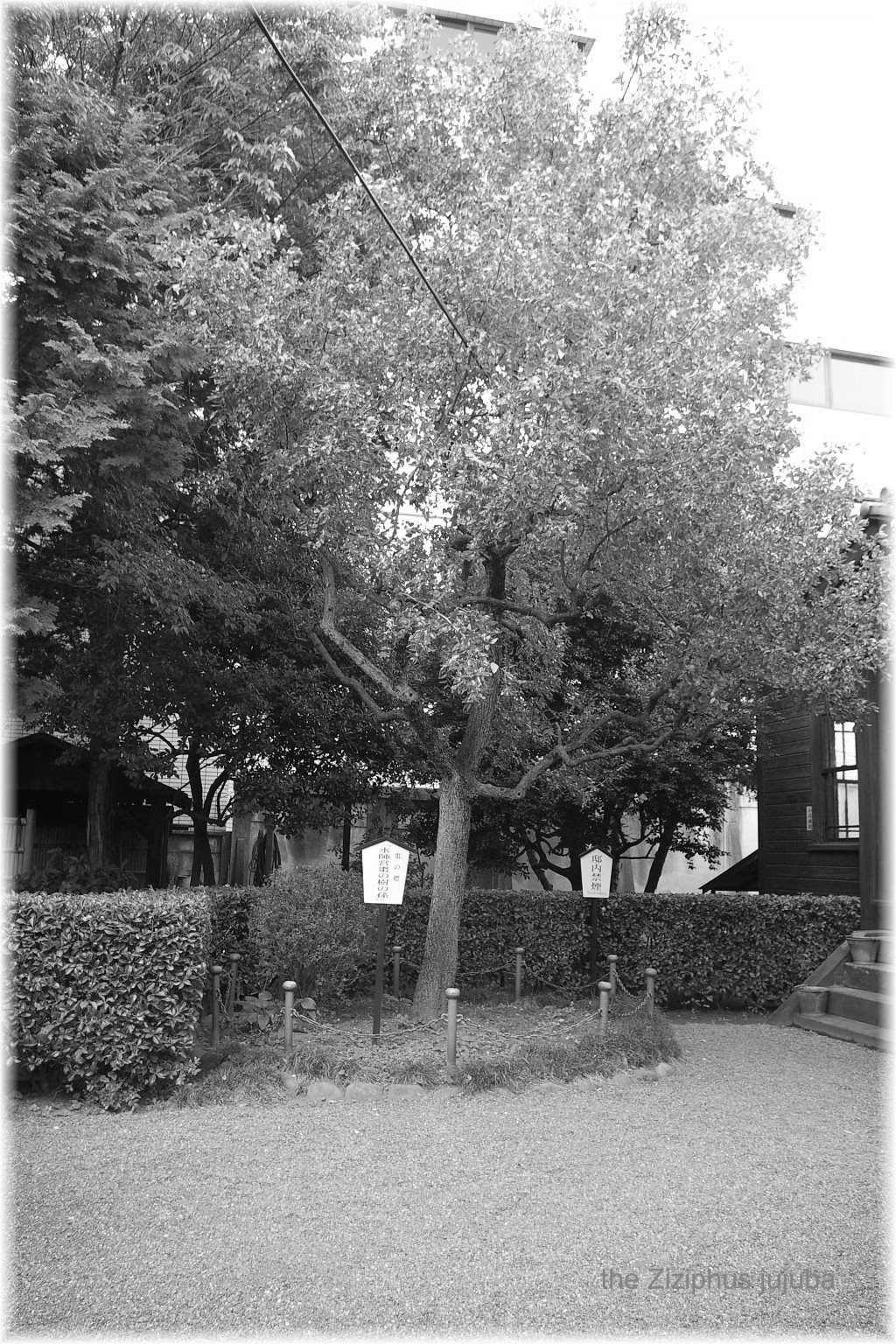
唱歌に詠われた水師営の棗の木（乃木邸内）

乃木は静堂の号を持ち漢詩をよくした。乃木が作成した漢詩の中でも『金州城外の作』、『爾霊山』および『凱旋』は特に優れているとされ、「乃木三絶」と呼ばれている。
以下、乃木が詠んだ漢詩の一部を挙げる。
金州城外の作
爾霊山
- 爾霊山は203高地の当字。爾(なんじ)の霊の山という掛詞である。

凱旋
富岳を詠ず

### 乃木が詠んだ和歌
第三章以下に掲げた「院長就任の勅命拝し奉る歌」「辞世の歌」「大楠公」など以外にも、乃木は和歌も多数詠んでいる。
次の二首は1902年（明治35年）10月、天皇が九州における大演習統監のため、西下途中で岡山地方に駐輦した時、陪従の乃木が詠んだもの。

### 碑文の揮毫

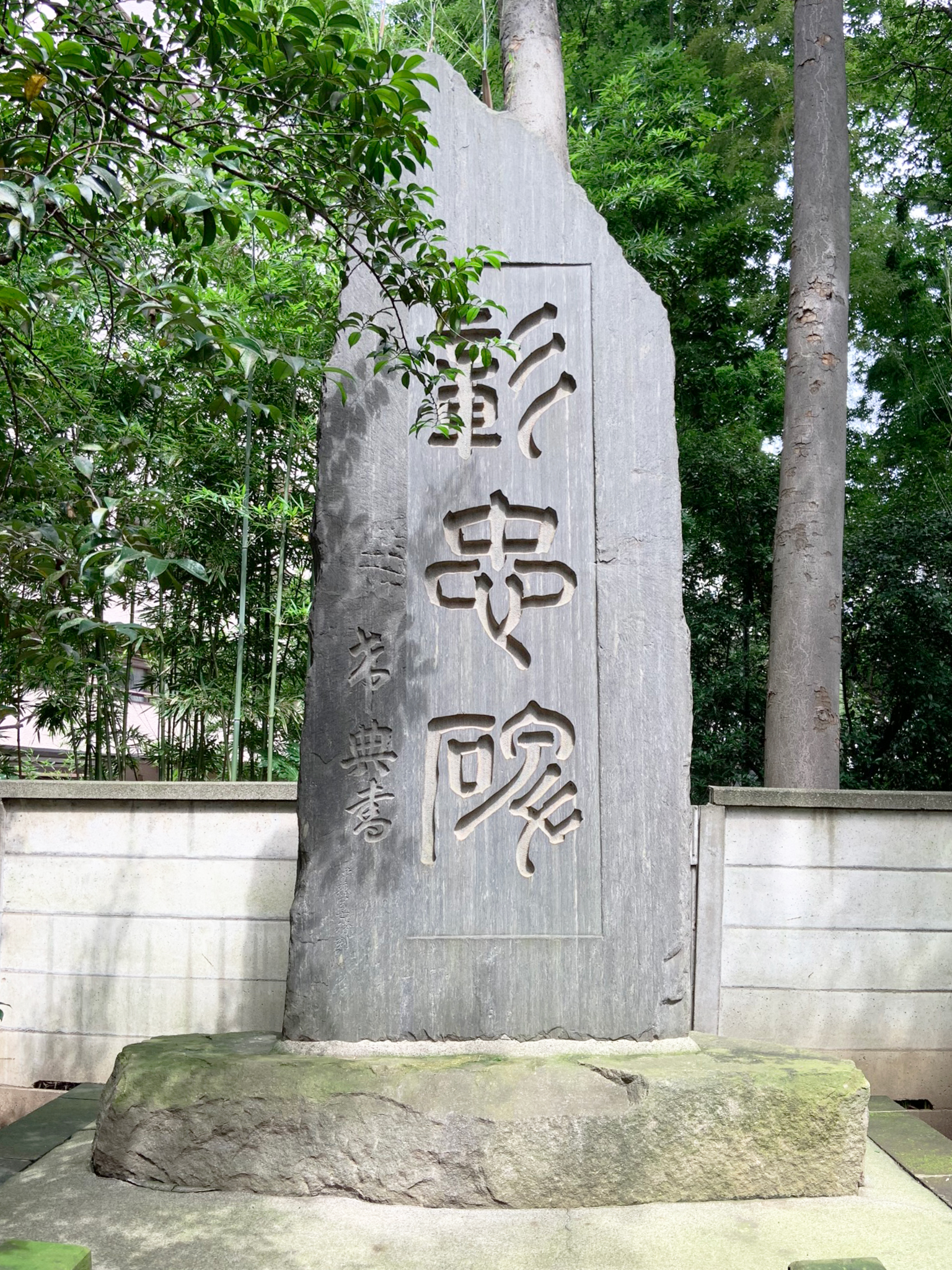
乃木希典が揮毫した文字を刻んだ石碑。篆書体による「彰忠碑」の文字の脇に「希典書」とある。荻窪八幡神社

乃木は、個人の依頼による揮毫はほとんど断ったが、公共のための揮毫は快諾した。今も全国各地に残る日露戦争の戦没者を記念する「彰忠碑」や「忠魂碑」、桜井駅跡の「楠公父子訣別之所」碑（写真）などで、乃木の筆蹟を見ることができる。

### 唯一の肉声録音

#### 肉声録音の概要
明治43年（1910年）1月31日、偕行社で加藤清正300年祭に関する第1回目の相談会が開かれた。
その際、出席者の一人であった熊本の篤志家、湯地（ゆじ）丈雄の息子・敬吾が乃木に対し、蓄音機に声を吹き込んで欲しいと依頼した。すると乃木は、「ほう、それはおもしろい。皆さんと一緒に吹き込もうではないか。」と述べ、三上参次文学博士の紹介に次いで、「私は乃木希典であります」という声を吹き込んだ。
この音声は、昭和5年（1930年）12月に相談会の出席者でもあった小笠原長生の解説を付して「乃木将軍の肉声と其憶出（乃木将軍の肉声）」として発売された。
これは昭和館で聞くことができるほか、ビクターエンタテインメントが発売した「戦中歌年鑑（1）昭和4～12年」にも収録されている。
ただし、「乃木将軍の肉声と其憶出（乃木将軍の肉声）」と後年発売のCDでは内容が異なる。「乃木将軍の肉声と其憶出（乃木将軍の肉声）」では小笠原の解説の後に「私は乃木希典であります」の録音が二度続くのに対し、CDでは三上の解説の後に乃木、小笠原、石栗剛三、内村義一郎、徳永熊雄、高山昇、今井清彦、湯地丈雄ほか1名が次々と挨拶を吹き込んでいる。
「乃木将軍の肉声と其憶出（乃木将軍の肉声）」のB面には乃木の辞世、東郷平八郎および小笠原長生の詠んだ歌に橋本國彦が作曲し、合唱および徳山璉の歌唱による「乃木将軍の歌」が収録されている。

#### 肉声録音の背景
この録音が実現した背景には、乃木とともにその肉声を吹き込んだ湯地丈雄が乃木の知遇を得ていたことから実現したもので、録音は湯地丈雄の息子である湯地敬吾が、自身が作成した円盤式録音装置で行われた。
乃木と湯地丈雄の関係は明治24年（1891年）までさかのぼる。湯地丈雄の祖母である湯地津尾子が女手一つで丈雄に教育を施し、その善行貞節ぶりに乃木の母である壽子が私淑して教育方針に取り入れ、その流れで乃木自身も湯地津尾子を尊敬するようになった。
乃木と湯地丈雄は、この明治24年（1891年）に第3師団で行われた元寇に関する湯地丈雄の講演会の後に開かれたパーティーで初めて対面したが、この時乃木は、「外敵は今後も元寇と同様国の西北から来襲するとの確信から」「元寇の講話をして国民の惰眠を醒まそうとする行動の動機」について語った湯地丈雄に対し「君の祖母に当たる位の婦人の教育が然らしめた筈だ」と答えて湯地丈雄を驚かせた。湯地丈雄はまた、乃木の私室に湯地津尾子が私塾の外で論語の素読を書き取っている姿が描かれている掛け軸が掛かっているのを見て、「以来将軍と私は肝胆相照らす」関係を作ることとなった。
乃木らの肉声が収められたスタンパ（湯地原版）は湯地家の「家宝」となり、長田幹彦の仲介で日本ビクターに有償譲渡された記録がある。
その後、「乃木将軍の肉声と其憶出（乃木将軍の肉声）」が発売された同じ年に、日本ビクターおよび小笠原から乃木神社へ市販盤と、そのスタンパが奉納された。それ以外の資料一切は、湯地家関連資料に関しては昭和20年（1945年）3月10日の東京大空襲で灰燼に帰して現存しない。協栄生命保険元取締役でSPレコード愛好家の志甫哲夫は、金属原盤をテープ化する頃には湯地原版のみ残存しており、そこからCD用の音源を制作したと推定しているが、湯地原版の所在は「処分されたか或いは戦災で消失したか」で不明である。なお、宝映が昭和32年（1957年）4月に公開した「日露戦争と乃木将軍」という映画には湯地原版が写っている。また、長田幹彦によれば大正14年（1925年）11月3日（明治節）のJOAK（東京放送局）での講演放送で湯地原版を使用して乃木の肉声を放送したところ、「当時非常なセンセーションを捲き起した」。

#### その他
当該録音に先立つ明治42年（1909年）10月15日には、同じ偕行社で行われた加藤清正300年祭に関する第1回目の相談会で湯地敬吾が乃木の演説の録音に挑戦したが、この時の録音は復元が試みられたものの、最終的には再生は不可能だった。
湯地丈雄・敬吾の湯地家と乃木の妻・静子の実家である湯地家とは血縁がない。
読みについて志甫哲夫は、静子の実家である湯地家は「ゆち」であり、湯地丈雄・敬吾の湯地家は湯地富雄によれば読みは「ゆじ」であり、その理由として「父からの教え」・「細川侯がそう言って父（敬吾）を呼んでいた」・「熊本の知人がそう呼ぶ」ことを挙げていることを根拠としている。

### 乃木の愛馬
- 轟号 - スタンダードブレッド雑種。1901年（明治34年）、馬匹改良のため高知県に寄贈される。種牡馬として非常に優秀な成績を収め、高知県生産馬の品質向上に貢献した。
- 殿号
- 壽号 - 旅順陥落後、ステッセリ将軍から贈られた。
- 璞号
- 轟号
- 英号
- 雷号 - 13歳と老齢となった折、1903年（明治36年）6月、静子夫人のつてで、岩手県軽米の地主のもとで飼育されることとなり当地へ移送。種馬として250頭の子を残した。当地に同馬の墓が残っている[268]。

## 経歴

### 略年譜
以下、乃木の略年譜を示す。
- 嘉永2年11月11日（1849年12月25日）- 誕生
- 安政5年（1858年）- 長府に帰郷。
- 慶応元年（1865年）- 長府藩報国隊に入り奇兵隊と合流して幕府軍と戦う。
- 明治4年（1871年） - 陸軍少佐に任官。名を希典と改める。
- 明治10年（1877年） - 歩兵第14連隊長心得として西南戦争に参加。この際、軍旗を西郷軍に奪われた（軍旗を参照）。
- 明治19年（1886年） - 川上操六らとともにドイツに留学。
- 明治25年（1892年） - 歩兵第5旅団長を辞任して2月に休職となる。12月に復職し歩兵第1旅団長に就任。
- 明治27年（1894年） - 歩兵第1旅団長（陸軍少将）として日清戦争に出征。旅順要塞を一日で陥落させた包囲に加わった。
- 明治28年（1895年） - 第2師団長（陸軍中将）に親補され、台湾出兵に参加。
- 明治29年（1896年） - 台湾総督に親補される。母の壽子も台湾に来るが、すぐマラリアに罹患し、病没した[271]。
- 明治31年（1898年） - 台湾総督を辞職。
- 明治32年（1899年） - 第11師団の初代師団長に親補される。
- 明治37年（1904年） - 休職中の身であったが日露戦争の開戦にともない、第3軍司令官（大将）に親補されて旅順攻囲戦を指揮し、また奉天会戦に参加する。乃木勝典が金州南山で、乃木保典が203高地でそれぞれ戦死する。
- 明治39年（1906年） - 1月、終戦・内地への凱旋にともない第3軍司令官を退任し、軍事参議官に親補される。以後、死去まで軍事参議官在職。
- 明治40年（1907年） - 学習院長を兼ね、皇族および華族子弟の教育に従事。
- 明治44年（1911年） - 英国ジョージ五世の戴冠式に出席する東伏見宮依仁親王に東郷平八郎とともに随行。7月1日に大英帝国のハイドパークで英国少年軍（ボーイスカウト）を閲兵。ベーデン・パウエルと会見。
- 大正元年（1912年） - 明治天皇大葬の9月13日夜、妻・静子とともに自刃。享年62。墓所は港区青山霊園。
- 大正5年（1916年） - 裕仁親王（後の昭和天皇）の立太子礼に際して、正二位を追贈される。

### 栄典
以下、乃木が受けた栄典（勲章等）について示す。
位階
- 1886年（明治19年）10月28日 - 従四位[272]
- 1893年（明治26年）4月11日 - 正四位[273]
- 1896年（明治29年）12月21日 - 従三位[274]
- 1904年（明治37年）6月16日 - 正三位[275]
- 1909年（明治42年）7月10日 - 従二位[276]
- 1916年（大正5年）11月3日 - 贈正二位[277]

爵位
- 1895年（明治28年）8月20日 - 男爵[278]
- 1907年（明治40年）9月21日 - 伯爵[279]

勲章等
| 受章年                     | 略綬 | 勲章名                   | 備考 |
| -------------------------- | ---- | ------------------------ | ---- |
| 1878年（明治11年）1月30日  |      | 勲四等旭日小綬章         |      |
| 1885年（明治18年）4月7日   |      | 勲三等旭日中綬章         |      |
| 1889年（明治22年）11月25日 |      | 大日本帝国憲法発布記念章 |      |
| 1894年（明治27年）5月29日  |      | 勲二等瑞宝章             |      |
| 1895年（明治28年）8月20日  |      | 功三級金鵄勲章           |      |
| 1895年（明治28年）8月20日  |      | 旭日重光章               |      |
| 1895年（明治28年）11月18日 |      | 明治二十七八年従軍記章   |      |
| 1897年（明治30年）6月26日  |      | 勲一等瑞宝章             |      |
| 1906年（明治39年）4月1日   |      | 功一級金鵄勲章           |      |
| 1906年（明治39年）4月1日   |      | 旭日桐花大綬章           |      |
| 1906年（明治39年）4月1日   |      | 明治三十七八年従軍記章   |      |

外国勲章佩用允許
| 受章年                    | 国籍           | 略綬 | 勲章名                               | 備考 |
| ------------------------- | -------------- | ---- | ------------------------------------ | ---- |
| 1906年（明治39年）9月8日  | プロイセン王国 |      | プール・ル・メリット勲章             |      |
| 1907年（明治40年）4月16日 | フランス共和国 |      | レジオンドヌール勲章グラントフィシエ |      |
| 1909年（明治42年）4月28日 | チリ共和国     |      | 金製有功章                           |      |
| 1911年（明治44年）9月22日 | ルーマニア王国 |      | ルーマニア星勲章グランクロア         |      |
| 1911年（明治44年）10月5日 | イギリス帝国   |      | 皇帝皇后両陛下戴冠記念章             |      |
| 1912年（明治45年）5月10日 | イギリス帝国   |      | バス勲章ナイト・グランド・クロス     |      |

## 家族
家族構成
- 妻：乃木静子（1859–1912）
- 子供
  - 長男：乃木勝典（1879–1904）
  - 次男：乃木保典（1881–1904）
  - 長女：乃木恒子（1885–1886）
    - 乃木が歩兵第11旅団の旅団長として熊本に赴任していた際に生まれた子だったが、生後間もなく夭折し[291]、熊本県花岡山陸軍墓地の南側にある県営墓地に埋葬された[291]。 原田敬一によれば、文献によっては名前を「直子」とすることもあるものの、熊本市が立てた墓地の標識では「恒子」とされているという[292]。

  - 三男：乃木直典（1889–1889）
- 養子
  - 乃木元智（1880–1946） - 毛利子爵家の出身。1934年（昭和9年）に返上、毛利姓に復す[293][294][295]。
- 従兄
  - 御堀耕助
- 親戚
  - 玉木文之進
  - 乃木高行 - 海軍少佐、正六位勲五等。父乃木希次の兄・乃木高蔵有伸の養子。高正の養子で、佐世保鎮守府海兵団副長などを勤めた。

乃木自刃後の乃木家
乃木伯爵家には世嗣がいなかった。乃木の子のうち長男および次男は日露戦争で戦死し、長女と三男は夭折しており、乃木の実弟・真人は萩の乱において戦死し、他の実弟・集作は大館氏の養子となっていたからである。そこで、乃木の死から3年を経過した大正4年（1915年）9月13日、乃木家が属していた長府藩の旧藩主である子爵・毛利元雄の実弟・毛利元智が大正天皇から伯爵を授けられた。元智は乃木元智と改名し、乃木伯爵家の一家創立の諸手続を済ませた。
元智の養子入り話自体は、乃木大将存命中から周囲から持ちかけられていた話だったが、乃木大将当人は、乃木家が賜った爵位は、自分一個人の栄典ではなく、共に戦った第三軍すべての将兵に対する恩賞であり、自分は司令官として代表して受けただけのものと考えており、いくら旧主家の人間でも第三軍と何の関係もない者に爵位を相続させることは断り、乃木大将は自刃まで養子を取ることはなかった。そして遺言には絶家の意向を書いていた。
そのため元智の乃木伯爵家の創立は、乃木大将の遺志に反するものと批判する世論が強かった。加えて、この「再興」は、民法旧規定743条の廃絶家再興の規定に基づくものでなく、明治38年法律第62号「戸主ニ非サル者爵ヲ授ケラレタル場合ニ関スル件」に基づく一家創立によるもので、廃絶した乃木大将の乃木伯爵家と元智の乃木伯爵家には法的な関係性がなかった。法律第62号による一家創立の場合は、分家は本家の氏を名乗る慣行が準用され、創氏の自由はないと解するのが多数説だったが、司法省の行政解釈をはじめとする少数説においては、この場合も創氏は自由と解されており、元智はこの司法省の行政解釈に基づき「毛利」から「乃木」に改姓して一家創立を行ったのだが、弁護士など法曹界は多数説の立場から改姓できないと批判した。この「再興」問題が表面化した大正4年9月時点の内閣は立憲同志会を与党とする第2次大隈内閣だったが、野党の立憲政友会によって、この問題は大浦事件（二個師団増設案をめぐる議員買収事件）と並ぶ、政府攻撃の材料として使われた。その結果、総理大臣、宮内大臣、毛利子爵家、元智、その他関係者のところに電報や書簡などで抗議や嫌がらせが相次いだという。
このように元智の「再興」乃木伯爵家は、激しい論難の中で生まれただけに、元智は乃木大将の名声を落とさぬよう質素な生活を心掛けたが、昭和期に長女や長男の問題で再び批判を買う中で昭和9年（1934年）9月26日に至って乃木大将の名誉を傷つけぬためとして爵位返上に至った

## 著作

### 著書
- 山鹿高興 著『中朝事實』上,下,乃木希典,国立国会図書館デジタルコレクション
- 岡本学 編『修養訓』吉川弘文館、1912年2月。 NCID BA43169470。全国書誌番号:40002283。
- 岡本鷸園 編『乃木大将修養訓』三立社出版部、1912年5月。 NCID BA83458983。
- 日本弘道会青年部 編『乃木大将謹書教育勅語正義』大江書房、1913年10月。 NCID BA33209014。全国書誌番号:42004523。
- 荒川俊宗 編『乃木将軍献上書』至誠乃木会、1922年9月。全国書誌番号:43021080。
- 『乃木将軍歌詩集』乃木講元、1922年9月。 NCID BB12423760。全国書誌番号:42000913。
- 『乃木大将真筆』皆兵社、1925年9月。全国書誌番号:42017081。
- 『精神講話 乃木修養訓』三水社出版部、1927年10月。全国書誌番号:44061281。
- 玉木正之・根本惣三郎 編『噫々乃木将軍』菊香会本部、1927年12月。 NCID BA4292761X。全国書誌番号:46076247。
- 玉木正之 編『乃木大将遺香』文章院出版部、1934年4月。全国書誌番号:47016573。
- 渡部求 編『乃木大将真蹟』乃木頒徳会、1938年3月。 NCID BA49414985。全国書誌番号:46069976。
- 咆哮会 編『日本精神作興乃木修養訓』大洋社、1939年6月。 NCID BA64682618。全国書誌番号:46068601。

### 校閲
- 石村貞一『陸軍軍人読法誓文衍義』開文館、1907年11月。全国書誌番号:40004594。

### 訓点
- 山鹿素行『漢和中朝事実』東京国文社、1912年11月。 NCID BN06748007。全国書誌番号:42004758。
- 山鹿素行『新訳中朝事実』島津学堂訳述、三陽書院、1935年2月。 NCID BN09455388。全国書誌番号:47003444。

### 敬書
- 明治天皇『勅諭』帝国在郷軍人会下伊那郡聨合分会、1931年3月。全国書誌番号:47009702。

### 詩歌集
- 長谷川栄作 編『乃木大将歌集』主婦之友社、1927年2月。 NCID BN14157243。全国書誌番号:47016009。
- 和田政雄 編『乃木将軍詩歌集』鶴書房、1943年10月。 NCID BA30673536。
- 中央乃木会 編『乃木将軍詩歌集』日本工業新聞社、1984年1月。 NCID BN07747291。全国書誌番号:84058671。
- 『西郷隆盛・乃木希典』新学社〈近代浪漫派文庫 3〉、2006年4月。 NCID BA77011433。全国書誌番号:21143249。

### 遺墨
- 能勢天祐 編『乃木大将遺墨集』大阪中央乃木講社、1926年7月。 NCID BA30493206。全国書誌番号:43036286。
  - 能勢天祐 編『乃木大将遺墨集』（再版）大阪中央乃木講社、1927年3月。全国書誌番号:21701234。
- 桑原江南 編『乃木希典大人遺墨』乃木希典大人遺墨刊行会、1976年。 NCID BA38592096。全国書誌番号:75048854。

### 日記
- 天野信太郎 編『乃木将軍日記』乃木将軍遺徳顕彰会、1936年10月。 NCID BA30206097。全国書誌番号:46070257。
- 和田政雄 編『乃木希典日記』金園社、1970年12月。 NCID BN02292376。全国書誌番号:73003241。

### 全集
- 『乃木希典全集』 上、国書刊行会、1994年6月。 NCID BN11033991。全国書誌番号:94059106。
- 『乃木希典全集』 中、国書刊行会、1994年7月。 NCID BN11033991。全国書誌番号:94063780。
- 『乃木希典全集』 下、国書刊行会、1994年11月。 NCID BN11033991。全国書誌番号:95028751。
- 『乃木希典全集』 補遺、国書刊行会、1997年12月。 NCID BN11033991。全国書誌番号:98075234。

## 乃木を取り扱った作品

### 郵便切手
- 普通切手（第１次昭和）「乃木大将（２銭）」 - 1937.5.10発行[301]（第2項「生涯」の10章「日清戦争への従軍」の画像参照）。
  - 1942年 シンガポール陥落「乃木大将（２銭）寄付金１銭」 - 上記に「シンガポール陥落」スタンプと寄付金「＋１」を追加したもの[302]。

### 文学作品
- 司馬遼太郎 『殉死』『坂の上の雲』文春文庫など - ただし他の司馬小説と同様に、随所で史実のような語り口での創作・誤謬の記述がある。
- 池波正太郎 『将軍』（『賊将』収録）新潮文庫
- 戸川幸夫 『人間 乃木希典』光人社、学陽書房・人物文庫（各・新版）
  - 『乃木と東郷』光人社、PHP文庫（各・新版）
- 古川薫 『斜陽に立つ　乃木希典と児玉源太郎』文春文庫
- スタンレー・ウォシュバン 『乃木大将と日本人』目黒真澄訳、講談社学術文庫（新版）
- 夏目漱石 『こゝろ』岩波文庫など - 乃木の殉死を機に、明治の精神に強く影響された「先生」が自身も自殺を決意する。
- 森鷗外『興津弥五右衛門の遺書』 - 乃木の殉死に衝撃を受けた鷗外が霊前に捧げるつもりで2日で書き上げたと言われている短編。
- 芥川龍之介 『将軍（青空文庫）』 - 乃木を皮肉ったものだが、初刊時は前半が官憲の検閲によって伏字だらけになっている[303]。
- 渡辺淳一 『静寂の声　乃木希典夫妻の生涯』
- 『将軍 乃木希典』志村有弘編 勉誠出版 2004 - 戦前期の作品全5編
- 高須芳次郎『乃木将軍詩歌物語』復刻版・島津書房 2013
- 子供のための伝記シリーズ2　武士道精神を生きた至誠一筋の人　乃木希典(「文:千葉ひろこ」「絵:遠藤恵美子」)

### 映像作品
- 乃木将軍と生涯（日活、1912年、演：尾上松之助）
- 乃木将軍（日活向島、1918年、演：山本嘉一）
- 信州墓参　乃木将軍（松竹蒲田、1921年、演：関根達発）
- 乃木大将伝（松竹蒲田、1925年、演：岩田祐吉）
- 乃木将軍と熊さん（日活大将軍、1925年、演：山本嘉一）
- 乃木将軍（千代田映画、1926年、演：関根達発）
- 吉岡大佐（日活大将軍、1926年、演：山本嘉一）
- 乃木将軍旅行日記（マキノ御室、1927年、演：関根達発）
- 皇恩（日活大将軍、1927年、演：山本嘉一）
- 擊滅（日活太秦、1930年、演：山本嘉一）
- 陸軍大行進（松竹蒲田、1932年、演：岩田祐吉）
- 乃木将軍（日活多摩川、1935年、演：山本嘉一）
- 軍神乃木さん（日活多摩川、1937年、演：山本嘉一）
- 明治天皇と日露大戦争（新東宝、1957年、演：林寛）
- 天皇・皇后と日清戦争（新東宝、1958年、演：林寛）
- 明治大帝と乃木将軍（新東宝、1959年、演：林寛）
- 日本海大海戦（東宝、1969年、演：笠智衆）
- 二百三高地（東映東京、1980年、演：仲代達矢）
- 二百三高地 愛は死にますか（テレビドラマ、演：田村高廣）
- 田原坂 (テレビドラマ)（演：国広富之）
- 坂の上の雲 (テレビドラマ)（NHK、演：柄本明）
- いだてん～東京オリンピック噺～(大河ドラマ)（NHK、演：中村シユン）

乃木が殉死した2か月後、主演尾上松之助、監督牧野省三のゴールデンコンビによる『乃木将軍と生涯』が追悼公開された。6年後の1918年（大正7年）から山本嘉一が当たり役として乃木を7本演じた。戦前の作品は岩田祐吉が乃木を演じた『陸軍大行進』（松竹蒲田、1932年）の不完全版のみフィルムセンターにプリントが残っている。戦後は新東宝の「明治天皇もの」三部作と『日本海大海戦』の笠智衆と、乃木は全て脇役での登場であったが、1980年（昭和55年）の『二百三高地』での仲代達矢の熱演によって、ようやく乃木はスクリーンの主役に返り咲いた。 もっとも、この映画での乃木は位置づけとしては群像劇の頂点であるのに対し、20年先立つ『明治大帝と乃木将軍』は、クレジット上の扱いは低い（明治天皇、昭憲皇后をトップとして第二クレジットで4名連記の扱い）ものの事実上全編乃木を主役として描いている。

### 遊戯
- 手鞠歌 - 「日本の乃木さんが、凱旋す…」ではじまる手鞠歌がある。
- だるまさんがころんだ - 横浜市など、「乃木さんは偉い人」と数える地区がある。

### 漫画
- 昭和天皇物語(「監修:志波秀宇」「原作:半藤一利」「作画:能條純一」)
- 週刊マンガ日本史　乃木希典　旅順要塞を攻略せよ！(「監修:河合敦、山口正」「シナリオ:高木淳」「作画:かわのいちろう」)